# Lijst van gemeentelijke monumenten in Katwijk
De gemeente Katwijk heeft 227 gemeentelijke monumenten. Hieronder een overzicht. 

## Katwijk-Noord
De kern Katwijk-Noord kent 1 gemeentelijk monument:
| Object                                                               | Bouwjaar | Architect                 | Locatie                            | Coördinaten                   | Nr.     | Afbeelding                                                           |
| -------------------------------------------------------------------- | -------- | ------------------------- | ---------------------------------- | ----------------------------- | ------- | -------------------------------------------------------------------- |
| Kalkoven schelpen, toren, nog 1 resterend, fabriek in 1971 gesloten. | 1934     | N.V. Kalkfabriek Rijnmond | Reygersberglaan, bij einde Biltpad | 52° 12' 10" NB, 4° 25' 25" OL | 0537/22 | Kalkoven schelpen, toren, nog 1 resterend, fabriek in 1971 gesloten. |

## Katwijk aan den Rijn
De kern Katwijk aan den Rijn kent 47 gemeentelijke monumenten:
| Object                                                 | Bouwjaar | Architect            | Locatie                          | Coördinaten                   | Nr.      | Afbeelding                                             |
| ------------------------------------------------------ | -------- | -------------------- | -------------------------------- | ----------------------------- | -------- | ------------------------------------------------------ |
| Woonhuis                                               |          |                      | Achterweg 18                     | 52° 11' 42" NB, 4° 25' 29" OL | 0537/1   | Woonhuis                                               |
| Dorpswoning + winkel                                   |          |                      | Commandeurslaan 17               | 52° 11' 41" NB, 4° 25' 20" OL | 0537/5   | Dorpswoning + winkel                                   |
| Park Heerenschoolbos, tuin en objecten: 17e eeuw       |          |                      | Overrijn/Tolhuisstraat           | 52° 11' 35" NB, 4° 25' 44" OL | 0537/9   | Park Heerenschoolbos, tuin en objecten: 17e eeuw       |
| Dubbel Woonhuis                                        |          |                      | Kerkstraat 12-14                 | 52° 11' 42" NB, 4° 25' 24" OL | 0537/11  | Dubbel Woonhuis                                        |
| Woonhuis                                               |          |                      | Kerkstraat 16                    | 52° 11' 42" NB, 4° 25' 23" OL | 0537/12  | Meer afbeeldingen                                      |
| Woonhuis                                               |          |                      | Kerkstraat 20                    | 52° 11' 42" NB, 4° 25' 23" OL | 0537/13  | Woonhuis                                               |
| Woonhuis                                               |          |                      | Kerkstraat 44                    | 52° 11' 46" NB, 4° 25' 22" OL | 0537/14  | Woonhuis                                               |
| Woonhuis                                               |          |                      | Kerkstraat 52                    | 52° 11' 47" NB, 4° 25' 21" OL | 0537/15  | Woonhuis                                               |
| Woonhuis                                               | 1844     |                      | Kerkstraat 54                    | 52° 11' 47" NB, 4° 25' 21" OL | 0537/16  | Woonhuis                                               |
| Woonhuizen                                             | 1786     |                      | Kerkstraat 60-62                 | 52° 11' 48" NB, 4° 25' 20" OL | 0537/17  | Woonhuizen                                             |
| RK kerk Jo(h)annes de Doper                            | 1911     | Jean van Groenendael | Kerkstraat 70                    | 52° 11' 50" NB, 4° 25' 16" OL | 0537/18  | RK kerk Jo(h)annes de Doper                            |
| Mutua Fides                                            | 1722     |                      | Overrijn '7' (achter groene hek) | 52° 11' 34" NB, 4° 25' 31" OL | 0537/21  | Mutua Fides                                            |
| Woonhuis, voormalig vleeskeuringsgebouw                | 1922     |                      | Rijnstraat 13                    | 52° 11' 31" NB, 4° 25' 26" OL | 0537/24  | Woonhuis, voormalig vleeskeuringsgebouw                |
| De Molenweide                                          |          |                      | Rijnstraat 2                     | 52° 11' 28" NB, 4° 25' 24" OL | 0537/25  | De Molenweide                                          |
| Op gevel na, herbouwd woonhuis + huis er achter (25a)  |          |                      | Rijnstraat 25                    | 52° 11' 33" NB, 4° 25' 27" OL | 0537/26  | Op gevel na, herbouwd woonhuis + huis er achter (25a)  |
| Woonhuis                                               |          |                      | Rijnstraat 47 + 49               | 52° 11' 36" NB, 4° 25' 28" OL | 0537/28  | Woonhuis                                               |
| Woonhuis                                               |          |                      | Rijnstraat 51                    | 52° 11' 36" NB, 4° 25' 27" OL | 0537/29  | Woonhuis                                               |
| Woonhuis                                               | 1891     | H.J. Jesse           | Rijnstraat 58/Grote Steeg 2      | 52° 11' 38" NB, 4° 25' 27" OL | 0537/30  | Woonhuis                                               |
| Woonhuis, rijtje van 3                                 |          |                      | Sandtlaan 10                     | 52° 11' 25" NB, 4° 25' 31" OL | 0537/31  | Woonhuis, rijtje van 3                                 |
| Dubbel woonhuis, erachter rijtje van drie              | 1900     |                      | Sandtlaan 2                      | 52° 11' 26" NB, 4° 25' 31" OL | 0537/32  | Dubbel woonhuis, erachter rijtje van drie              |
| Dubbel woonhuis, erachter rijtje van drie (achterkant) | 1900     |                      | Sandtlaan 4                      | 52° 11' 26" NB, 4° 25' 31" OL | 0537/33  | Dubbel woonhuis, erachter rijtje van drie (achterkant) |
| Woonhuis, rijtje van drie                              |          |                      | Sandtlaan 6                      | 52° 11' 25" NB, 4° 25' 31" OL | 0537/34  | Woonhuis, rijtje van drie                              |
| Woonhuis, rijtje van drie                              |          |                      | Sandtlaan 8                      | 52° 11' 25" NB, 4° 25' 31" OL | 0537/35  | Woonhuis, rijtje van drie                              |
| Kademuur                                               |          |                      | Turfmarkt/Oude rijn              | 52° 11' 38" NB, 4° 25' 30" OL | 0537/39  | Kademuur                                               |
| De Roskam, restaurant, zalen                           | 1560     |                      | Turfmarkt 2                      | 52° 11' 38" NB, 4° 25' 28" OL | 0537/40  | De Roskam, restaurant, zalen                           |
| Modern woonhuis in historische stijl                   |          |                      | Turfmarkt 6                      | 52° 11' 37" NB, 4° 25' 29" OL | 0537/41  | Modern woonhuis in historische stijl                   |
| Woonhuis                                               | 17e eeuw |                      | Turfmarkt 8                      | 52° 11' 39" NB, 4° 25' 30" OL | 0537/42  | Woonhuis                                               |
| Huizenblok sociale woningbouw (1931)                   |          |                      | Nieuwstraat 13-31                | 52° 11' 32" NB, 4° 25' 21" OL | 0537/66  | Huizenblok sociale woningbouw (1931)                   |
| Woonwijk                                               |          |                      | Commandeurslaan 39-81            | 52° 11' 44" NB, 4° 25' 16" OL | 0537/93  | Woonwijk                                               |
| Vrijstaand woonhuis                                    |          |                      | Van Egmondstraat 2               | 52° 11' 40" NB, 4° 25' 27" OL | 0537/94  | Vrijstaand woonhuis                                    |
| Transformatorhuisje                                    |          |                      | Van Egmondstraat 4               | 52° 11' 40" NB, 4° 25' 27" OL | 0537/95  | Transformatorhuisje                                    |
| Garage (Kattenpaleis)                                  |          |                      | Huetingstraat 18a                | 52° 11' 35" NB, 4° 25' 25" OL | 0537/96  | Meer afbeeldingen                                      |
| Woningbouw                                             |          |                      | Kerkstraat 58                    | 52° 11' 48" NB, 4° 25' 21" OL | 0537/98  | Woningbouw                                             |
| Vrijstaande woning                                     |          |                      | Molenweg 4                       | 52° 11' 23" NB, 4° 25' 21" OL | 0537/99  | Vrijstaande woning                                     |
| Woningbouw                                             |          |                      | Noordwijkerweg 3                 | 52° 11' 47" NB, 4° 25' 31" OL | 0537/100 | Woningbouw                                             |
| Kapel                                                  | 1878     |                      | Overrijn 7                       | 52° 11' 31" NB, 4° 25' 30" OL | 0537/101 | Kapel                                                  |
| Woonhuis (voormalige dienstwoning brugwachter)         |          |                      | Provinciale weg 2                | 52° 12' 4" NB, 4° 25' 23" OL  | 0537/102 | Meer afbeeldingen                                      |
| Woonhuis (voormalig bedrijfspand en bank)              |          |                      | Rijnstraat 3                     | 52° 11' 30" NB, 4° 25' 26" OL | 0537/103 | Meer afbeeldingen                                      |
| Bollenschuur                                           |          |                      | Rijnstraat 6                     | 52° 11' 29" NB, 4° 25' 24" OL | 0537/104 | Bollenschuur                                           |
| Bollenschuur                                           |          |                      | Rijnstraat 25a                   | 52° 11' 33" NB, 4° 25' 27" OL | 0537/105 | Bollenschuur                                           |
| Woningbouw                                             |          |                      | Rijnstraat 41a                   | 52° 11' 35" NB, 4° 25' 28" OL | 0537/106 | Woningbouw                                             |
| Woningbouw                                             |          |                      | Rijnstraat 52                    | 52° 11' 38" NB, 4° 25' 27" OL | 0537/107 | Meer afbeeldingen                                      |
| Woningbouw                                             |          |                      | Rijnstraat 54                    | 52° 11' 38" NB, 4° 25' 26" OL | 0537/108 | Woningbouw                                             |
| Woningbouw                                             |          |                      | Rijnstraat 104                   | 52° 11' 44" NB, 4° 25' 32" OL | 0537/109 | Woningbouw                                             |
| Bankgebouw                                             |          |                      | Turfmarkt 9+10                   | 52° 11' 39" NB, 4° 25' 30" OL | 0537/111 | Bankgebouw                                             |
| Kwekersvilla met bollenschuur                          |          |                      | Valkenburgseweg 22+22a           | 52° 11' 22" NB, 4° 25' 29" OL | 0537/113 | Kwekersvilla met bollenschuur                          |
| Kwekerswoning met vrijstaande bollenschuur             |          |                      | Valkenburgseweg 31               | 52° 11' 20" NB, 4° 25' 28" OL | 0537/115 | Kwekerswoning met vrijstaande bollenschuur             |

## Katwijk aan Zee
De kern Katwijk aan Zee kent 38 gemeentelijke monumenten + een grenspaal op de grens van Katwijk aan Zee- aan den Rijn:
| Object                                                              | Bouwjaar      | Architect                    | Locatie                                                                              | Coördinaten                   | Nr.        | Afbeelding                                                |
| ------------------------------------------------------------------- | ------------- | ---------------------------- | ------------------------------------------------------------------------------------ | ----------------------------- | ---------- | --------------------------------------------------------- |
| Grenspaal                                                           | 1842          |                              | Zeeweg (Katwijk aan Zee/Katwijk aan den Rijn)                                        | 52° 12' 1" NB, 4° 24' 49" OL  | 0537/20    | Grenspaal                                                 |
| Woonhuizen                                                          |               |                              | Wyborghstraat 2                                                                      | 52° 12' 10" NB, 4° 24' 26" OL | 0537/2     | Woonhuizen                                                |
| Villa Allegonda, later Hotel Savoy, vanaf 2016 weer Villa Allegonda | 1899          | Hendrik Jesse                | Boulevard 1                                                                          | 52° 12' 35" NB, 4° 23' 55" OL | 0537/3     | Meer afbeeldingen                                         |
| Woonhuis                                                            |               |                              | Burgersdijkstraat 12                                                                 | 52° 12' 22" NB, 4° 23' 51" OL | 0537/4     | Woonhuis                                                  |
| Zeehospitium (laatste overgebleven gebouw)                          | 1914          |                              | Drieplassenweg 17                                                                    | 52° 11' 52" NB, 4° 23' 29" OL | 0537/6     | Zeehospitium (laatste overgebleven gebouw)                |
| Trafostation                                                        |               |                              | Drieplassenweg/Kamperfoeliestraat                                                    | 52° 11' 53" NB, 4° 23' 36" OL | 0537/7     | Trafostation                                              |
| Woonhuis                                                            |               |                              | E.A. Borgerstraat 1                                                                  | 52° 12' 23" NB, 4° 23' 51" OL | 0537/8     | Woonhuis                                                  |
| Woonhuis ""Ons Prinsesje"" (o.a. bewoond door Jan Toorop)           | 1903          | H.J. Jesse en W. Fontein     | Hogeweg 1                                                                            | 52° 12' 8" NB, 4° 24' 17" OL  | 0537/10    | Woonhuis ""Ons Prinsesje"" (o.a. bewoond door Jan Toorop) |
| Woningen/straten                                                    |               |                              | Andreasplein 18/Koninginneweg + poort 1 t/m 9, Andreashof: 12 woningen               | 52° 12' 9" NB, 4° 23' 35" OL  | 0537/19    | Meer afbeeldingen                                         |
| Burgemeester De Ridderpark                                          | 1915          |                              | Nieuwe Duinweg/Duinoordweg                                                           | 52° 11' 60" NB, 4° 24' 41" OL | 0537/20    | Burgemeester De Ridderpark                                |
| Werkplaats/loods                                                    |               |                              | Rijnmond 198                                                                         | 52° 12' 25" NB, 4° 24' 23" OL | 0537/23    | Werkplaats/loods                                          |
| Visserswoning (woonhuis)                                            |               |                              | Schippersdam 2                                                                       | 52° 12' 10" NB, 4° 23' 40" OL | 0537/36    | Visserswoning (woonhuis)                                  |
| School                                                              | 1883          | J. van Woningh               | Sluisweg 16                                                                          | 52° 12' 21" NB, 4° 23' 55" OL | 0537/37    | School                                                    |
| Winkel                                                              |               |                              | Sluisweg 8-10                                                                        | 52° 12' 21" NB, 4° 23' 51" OL | 0537/38    | Winkel                                                    |
| Woonhuizen                                                          |               |                              | Voorstraat 23+25                                                                     | 52° 12' 15" NB, 4° 23' 43" OL | 0537/43    | Woonhuizen                                                |
| Voormalig postkantoor                                               |               |                              | Voorstraat 43                                                                        | 52° 12' 13" NB, 4° 23' 49" OL | 0537/45    | Voormalig postkantoor                                     |
| Woonhuis, dubbel.                                                   |               |                              | Voorstraat (55 +) 57                                                                 | 52° 12' 12" NB, 4° 23' 52" OL | 0537/47    | Woonhuis, dubbel.                                         |
| Woonhuis                                                            |               |                              | Voorstraat 59                                                                        | 52° 12' 12" NB, 4° 23' 54" OL | 0537/48    | Woonhuis                                                  |
| Woonhuis                                                            |               |                              | Voorstraat 60                                                                        | 52° 12' 12" NB, 4° 23' 54" OL | 0537/49    | Woonhuis                                                  |
| Woonhuis                                                            |               |                              | Voorstraat 77                                                                        | 52° 12' 11" NB, 4° 23' 57" OL | 0537/50    | Woonhuis                                                  |
| Diaconiegebouw                                                      | 1905          | H.J. Jesse                   | Voorstraat 77c (bij 77a/b)                                                           | 52° 12' 11" NB, 4° 23' 57" OL | 0537/51    | Diaconiegebouw                                            |
| Gevelstenen op bejaardenwoningen, afkomstig van voormalig weeshuis  | 1903          | Emil Bourgonjon              | Gasthuishof bij 45 + 47 (aan Voorstraat)                                             | 52° 12' 11" NB, 4° 24' 2" OL  | 0537/52    | Meer afbeeldingen                                         |
| Tunnel Zeehospitium                                                 | 1933          |                              | Tussen Boulevard en Zeehospitium                                                     | 52° 11' 51" NB, 4° 23' 15" OL | 0537/60    | Tunnel Zeehospitium                                       |
| De Theemuts, woonhuis                                               | 1937          | H.J. Jesse                   | Zeeweg 105/Duinoord                                                                  | 52° 12' 6" NB, 4° 24' 31" OL  | 0537/54    | Meer afbeeldingen                                         |
| Woonhuis                                                            |               |                              | Zeeweg 107                                                                           | 52° 12' 5" NB, 4° 24' 34" OL  | 0537/55    | Woonhuis                                                  |
| Woonhuis                                                            |               |                              | Zeeweg 109                                                                           | 52° 12' 5" NB, 4° 24' 35" OL  | 0537/56    | Woonhuis                                                  |
| Woonhuis                                                            |               |                              | Zeeweg 111                                                                           | 52° 12' 5" NB, 4° 24' 35" OL  | 0537/57    | Woonhuis                                                  |
| Woonhuis, rijtje van drie                                           |               |                              | Zeeweg 113                                                                           | 52° 12' 5" NB, 4° 24' 35" OL  | 0537/58    | Woonhuis, rijtje van drie                                 |
| Woonhuis, rijtje van drie                                           |               |                              | Zeeweg 115                                                                           | 52° 12' 4" NB, 4° 24' 36" OL  | 0537/59    | Woonhuis, rijtje van drie                                 |
| Woonhuis                                                            |               |                              | Zeeweg 76                                                                            | 52° 12' 9" NB, 4° 24' 25" OL  | 0537/61    | Woonhuis                                                  |
| Woonhuis                                                            |               |                              | Zeeweg 78                                                                            | 52° 12' 9" NB, 4° 24' 25" OL  | 0537/62    | Woonhuis                                                  |
| Woonhuis                                                            |               |                              | Zeeweg 80                                                                            | 52° 12' 9" NB, 4° 24' 25" OL  | 0537/63    | Woonhuis                                                  |
| Kosterij/rouwkamer                                                  | 1770          |                              | Zuidstraat 103                                                                       | 52° 12' 9" NB, 4° 23' 57" OL  | 0537/64    | Kosterij/rouwkamer                                        |
| Woonhuis                                                            |               |                              | Zuidstraat 111                                                                       | 52° 12' 9" NB, 4° 23' 59" OL  | 0537/65    | Woonhuis                                                  |
| De Waaier/""Feyenoord""                                             |               |                              | Drieplassenweg 17                                                                    | 52° 11' 51" NB, 4° 23' 29" OL | 0537/67    | Meer afbeeldingen                                         |
| Visserijschool                                                      | 1953          | Ir. J. Jonkman & P. van Dorp | Sluisweg 98                                                                          | 52° 12' 26" NB, 4° 24' 15" OL | 0537/75    | Visserijschool                                            |
| Vredeskerk                                                          | 1905          | H.J. Jesse                   | Voorstraat 35/Baljuwstraat 46 (bij voormalig postkantoor)                            | 52° 12' 11" NB, 4° 23' 46" OL | 0537/76    | Meer afbeeldingen                                         |
| Woningbouw                                                          |               |                              | Zeeweg 146-148                                                                       | 52° 11' 54" NB, 4° 25' 11" OL | 0537/117   | Woningbouw                                                |
| Woningbouw (Rooie buurt, deels)                                     | 1919 en later | Hendrik Jesse                | Kaninefatenstraat 1 t/m 31(oneven) en 2 t/m 18 (even), Frankenstraat 2 t/m 18 (even) | 52° 12' 22" NB, 4° 24' 14" OL | 0537/KZ68  | Meer afbeeldingen                                         |
| Woningbouw                                                          |               | Hendrik Jesse                | Annastraat 2                                                                         | 52° 12' 8" NB, 4° 24' 14" OL  | 0537/KZ215 | Meer afbeeldingen                                         |
| Vissershuisje                                                       | 18e? eeuw     |                              | Baljuwstraat 16E                                                                     | 52° 12' 13" NB, 4° 23' 40" OL | 0537/KZ216 | Vissershuisje                                             |
| Dienstwoning                                                        | 19e eeuw      |                              | Buitensluis 1-2                                                                      | 52° 12' 34" NB, 4° 23' 58" OL | 0537/KZ219 | Meer afbeeldingen                                         |
| Transformatorhuisje bij huize Salem                                 |               |                              | Duindoornlaan 34T                                                                    | 52° 11' 48" NB, 4° 23' 54" OL | 0537/KZ220 | Meer afbeeldingen                                         |
| Winkel/woning                                                       |               |                              | Dwarsstraat 3A (Priscilla's..)                                                       | 52° 12' 11" NB, 4° 23' 51" OL | 0537/KZ221 | Winkel/woning                                             |
| Boerderij/woning                                                    |               |                              | Hessenstraat 24                                                                      | 52° 12' 23" NB, 4° 24' 6" OL  | 0537/KZ222 | Meer afbeeldingen                                         |
| Woning                                                              |               |                              | Hogeweg 9                                                                            | 52° 12' 8" NB, 4° 24' 21" OL  | 0537/KZ224 | Woning                                                    |
| Vrijstaand huis                                                     |               |                              | Hogeweg 21                                                                           | 52° 12' 7" NB, 4° 24' 26" OL  | 0537/KZ225 | Vrijstaand huis                                           |
| Timmermanswerkplaats                                                |               |                              | Louwestraat 3                                                                        | 52° 12' 13" NB, 4° 23' 44" OL | 0537/KZ227 | Timmermanswerkplaats                                      |
| Winkel/woning                                                       |               |                              | Louwestraat 21                                                                       | 52° 12' 11" NB, 4° 23' 42" OL | 0537/KZ228 | Upload foto                                               |
| Visserswoning                                                       |               |                              | Louwestraat 25-27                                                                    | 52° 12' 10" NB, 4° 23' 42" OL | 0537/KZ229 | Upload foto                                               |
|                                                                     |               |                              |                                                                                      |                               | 0537/      | Upload foto                                               |
|                                                                     |               |                              |                                                                                      |                               | 0537/      | Upload foto                                               |
|                                                                     |               |                              |                                                                                      |                               | 0537/      | Upload foto                                               |

## Landelijk gebied Katwijk
Het landelijk gebied van Katwijk kent 3 gemeentelijke monumenten:
| Object                                 | Bouwjaar | Architect | Locatie            | Coördinaten                   | Nr.     | Afbeelding                             |
| -------------------------------------- | -------- | --------- | ------------------ | ----------------------------- | ------- | -------------------------------------- |
| Huis bij duinen en waterwinningsgebied |          |           | Cantineweg 9       | 52° 11' 25" NB, 4° 24' 37" OL | 0537/44 | Huis bij duinen en waterwinningsgebied |
| Huis bij duinen                        |          |           | Cantineweg 19      | 52° 11' 16" NB, 4° 24' 53" OL | 0537/46 | Huis bij duinen                        |
| Boswachterswoning in Panbos            |          |           | Wassenaarseweg 156 | 52° 10' 27" NB, 4° 23' 45" OL | 0537/53 | Boswachterswoning in Panbos            |

## Rijnsburg
De kern Rijnsburg kent 50 gemeentelijke monumenten:
| Object                                               | Bouwjaar | Architect | Locatie                               | Coördinaten                   | Nr.      | Afbeelding            |
| ---------------------------------------------------- | -------- | --------- | ------------------------------------- | ----------------------------- | -------- | --------------------- |
| Kwekerswoning                                        |          |           | Oegstgeesterweg 190                   | 52° 11' 21" NB, 4° 26' 50" OL | 0537/70  | Kwekerswoning         |
| Schuur                                               |          |           | Oegstgeesterweg 200 (achter woonhuis) | 52° 11' 24" NB, 4° 26' 53" OL | 0537/71  | Upload foto           |
| Kwekerswoning                                        |          |           | Brouwerstraat 43a                     | 52° 11' 34" NB, 4° 26' 47" OL | 0537/72  | Kwekerswoning         |
| Woonhuis                                             |          |           | Brouwerstraat 53                      | 52° 11' 29" NB, 4° 26' 51" OL | 0537/73  | Woonhuis              |
| Kwekerswoningen                                      |          |           | Baron van Wassenaarstraat 1-20        | 52° 11' 23" NB, 4° 26' 14" OL | 0537/74  | Upload foto           |
| Woonhuis + opslagschuur                              |          |           | Kanaalstraat 29                       | 52° 11' 42" NB, 4° 26' 23" OL | 0537/78  | Upload foto           |
| Woonhuis, postkantoor                                |          |           | Kerkstraat 11+13                      | 52° 11' 24" NB, 4° 26' 33" OL | 0537/79  | Woonhuis, postkantoor |
| Wilhelminaschool                                     |          |           | Kerkstraat 21                         | 52° 11' 23" NB, 4° 26' 33" OL | 0537/80  | Wilhelminaschool      |
| Woonhuis met schuur                                  |          |           | Moleneind 19-24                       | 52° 11' 29" NB, 4° 26' 57" OL | 0537/81  | Woonhuis met schuur   |
| Woonhuis                                             |          |           | Vliet Noordzijde (NZ) 13              | 52° 11' 29" NB, 4° 26' 30" OL | 0537/84  | Woonhuis              |
| Boerderij                                            |          |           | Vliet NZ 44                           | 52° 11' 30" NB, 4° 26' 39" OL | 0537/85  | Boerderij             |
| Boerderij                                            |          |           | Vliet NZ 48+49                        | 52° 11' 30" NB, 4° 26' 40" OL | 0537/86  | Boerderij             |
| Woonhuis                                             |          |           | Vliet NZ 70                           | 52° 11' 29" NB, 4° 26' 44" OL | 0537/87  | Woonhuis              |
| Café                                                 |          |           | Vliet NZ 73                           | 52° 11' 29" NB, 4° 26' 45" OL | 0537/88  | Café                  |
| Boerderij                                            |          |           | Vliet NZ 88                           | 52° 11' 27" NB, 4° 26' 50" OL | 0537/89  | Boerderij             |
| Gedenkteken                                          |          |           | Vliet NZ                              | 52° 11' 27" NB, 4° 26' 50" OL | 0537/90  | Upload foto           |
| Woonhuis + bedrijfsruimte                            |          |           | Vliet Zuidzijde (ZZ) 23               | 52° 11' 27" NB, 4° 26' 43" OL | 0537/91  | Upload foto           |
| Woonhuis + bedrijfsruimte                            |          |           | Vliet ZZ 24                           | 52° 11' 27" NB, 4° 26' 43" OL | 0537/92  | Upload foto           |
| Woonhuis                                             |          |           | Koestraat 12                          | 52° 11' 31" NB, 4° 26' 39" OL | 0537/R1  | Woonhuis              |
| Timmerschuur                                         |          |           | Koestraat 12                          | 52° 11' 31" NB, 4° 26' 39" OL | 0537/R2  | Upload foto           |
| Woonhuis                                             |          |           | Koestraat 14                          | 52° 11' 31" NB, 4° 26' 39" OL | 0537/R3  | Upload foto           |
| Boerderij                                            |          |           | Langevaart 6                          | 52° 11' 23" NB, 4° 26' 20" OL | 0537/123 | Upload foto           |
| Boerderij                                            |          |           | Moleneind 6                           | 52° 11' 27" NB, 4° 26' 54" OL | 0537/126 | Upload foto           |
| Kwekerswoning                                        |          |           | Oegstgeesterweg 194                   | 52° 11' 22" NB, 4° 26' 51" OL | 0537/129 | Kwekerswoning         |
| Kwekerswoning                                        |          |           | Oegstgeesterweg 198                   | 52° 11' 23" NB, 4° 26' 52" OL | 0537/130 | Kwekerswoning         |
| Woonhuizen                                           |          |           | Oegstgeesterweg 200, 200a, 200b       | 52° 11' 20" NB, 4° 26' 56" OL | 0537/131 | Upload foto           |
| Woonhuizen                                           |          |           | Oegstgeesterweg 206, 206a             | 52° 11' 24" NB, 4° 26' 56" OL | 0537/132 | Meer afbeeldingen     |
| Kwekerswoning annex bollenschuur                     |          |           | Oegstgeesterweg 231                   | 52° 11' 30" NB, 4° 27' 3" OL  | 0537/135 | Upload foto           |
| Boerderij                                            |          |           | Oegstgeesterweg 243                   | 52° 11' 33" NB, 4° 27' 7" OL  | 0537/136 | Upload foto           |
| Vrijstaand huis                                      |          |           | Oegstgeesterweg 277                   | 52° 11' 38" NB, 4° 27' 16" OL | 0537/140 | Vrijstaand huis       |
| Woningbouw                                           |          |           | Oude Vlietweg 5                       | 52° 11' 21" NB, 4° 26' 34" OL | 0537/141 | Woningbouw            |
| Boerderij                                            |          |           | Oude Vlietweg 6                       | 52° 11' 21" NB, 4° 26' 34" OL | 0537/142 | Boerderij             |
| Boerderij                                            |          |           | Oude Vlietweg 7                       | 52° 11' 21" NB, 4° 26' 35" OL | 0537/143 | Boerderij             |
| Begraafplaats, aula, gedenkteken en twee oude beuken |          |           | Sandtlaan 37                          | 52° 11' 22" NB, 4° 26' 10" OL | 0537/145 | Upload foto           |
| Twee boerderijen                                     |          |           | Sandtlaan 13-15                       | 52° 11' 21" NB, 4° 26' 22" OL | 0537/148 | Upload foto           |
| Kwekerswoning annex bollenschuur                     |          |           | Sandtlaan 17                          | 52° 11' 21" NB, 4° 26' 21" OL | 0537/149 | Upload foto           |
| Kwekerswoning met vrijstaande bollenschuur           |          |           | Sandtlaan 19                          | 52° 11' 21" NB, 4° 26' 20" OL | 0537/150 | Upload foto           |
| Kwekerswoning met wagenschuur                        |          |           | Sandtlaan 33                          | 52° 11' 21" NB, 4° 26' 14" OL | 0537/151 | Upload foto           |
| Kwekerswoning met vrijstaande bollenschuur           |          |           | Sandtlaan 70+72                       | 52° 11' 22" NB, 4° 26' 13" OL | 0537/152 | Upload foto           |
| Twee woningen onder een kap                          |          |           | Sandtlaan 14-16                       | 52° 11' 22" NB, 4° 26' 23" OL | 0537/153 | Upload foto           |
| Herenhuis                                            | 1920     |           | Sandtlaan 80+82                       | 52° 11' 22" NB, 4° 26' 11" OL | 0537/153 | Upload foto           |
| Villa                                                |          |           | Sandtlaan 86                          | 52° 11' 22" NB, 4° 26' 8" OL  | 0537/154 | Upload foto           |
| Winkel met woning                                    |          |           | Smidstraat 70                         | 52° 11' 22" NB, 4° 26' 47" OL | 0537/156 | Winkel met woning     |
| Kantoorgebouw                                        |          |           | Katwijkerweg 7                        | 52° 11' 35" NB, 4° 26' 21" OL | 0537/193 | Kantoorgebouw         |
| Kwekerswoning met vrijstaande bollenschuur           |          |           | Oegstgeesterweg 222                   | 52° 11' 28" NB, 4° 27' 3" OL  | 0537/207 | Upload foto           |
| Gebouw                                               |          |           | Kwakelsteeg 1, 1a                     | 52° 11' 28" NB, 4° 26' 59" OL | 0537/209 | Upload foto           |
| Woningbouw                                           |          |           | Sandtlaan 9                           | 52° 11' 21" NB, 4° 26' 23" OL | 0537/214 | Upload foto           |
| Woonhuis met bollenschuur                            |          |           | Sandtlaan 76                          | 52° 11' 23" NB, 4° 26' 12" OL | 0537/239 | Upload foto           |
| Woningen, 2 onder 1 kap                              |          |           | Sandtlaan 14+16                       | 52° 11' 22" NB, 4° 26' 23" OL | 0537/259 | Upload foto           |
| Boerderij                                            |          |           | Oegstgeesterweg 245                   | 52° 11' 33" NB, 4° 27' 7" OL  | 0537/360 | Upload foto           |

## Valkenburg
De plaats Valkenburg kent 21 gemeentelijke monumenten:
| Object                                               | Bouwjaar       | Architect    | Locatie | Coördinaten                   | Nr.      | Afbeelding                                           |
| ---------------------------------------------------- | -------------- | ------------ | --- | ----------------------------- | -------- | ---------------------------------------------------- |
| Vliegkamp Valkenburg                                 |                |              | Wassenaarseweg 75 / 1e Mientlaan 1 e.a. :Vliegkamp terrein, loodsen, opslagruimte, bunkers, etc. + Wassenaarse weg (barakken e.d.) | 52° 10' 31" NB, 4° 24' 58" OL | 0537/VKV | Vliegkamp Valkenburg                                 |
| Bollenschuur                                         |                |              | Hoofdstraat 9a | 52° 10' 51" NB, 4° 26' 2" OL  | 0537/V1  | Bollenschuur                                         |
| Nederlands Hervormde Kerk                            | 1950           | G.M. Verloop | Castellumplein 1 | 52° 10' 48" NB, 4° 25' 59" OL | 0537/V2  | Nederlands Hervormde Kerk                            |
| Gemeentehuis (nu kantoor & woning)                   |                |              | Hoofdstraat 6 | 52° 10' 51" NB, 4° 25' 59" OL | 0537/V3  | Gemeentehuis (nu kantoor & woning)                   |
| Kasteelachtig woonhuis, voormalig gemeentehuis       |                |              | 't Boonrak 21 | 52° 10' 47" NB, 4° 26' 15" OL | 0537/V4  | Kasteelachtig woonhuis, voormalig gemeentehuis       |
| Kwekerswoning                                        |                |              | Hoofdstraat 9 | 52° 10' 51" NB, 4° 26' 2" OL  | 0537/V5  | Kwekerswoning                                        |
| Vrijstaand huis                                      |                |              | Hoofdstraat 11 | 52° 10' 51" NB, 4° 26' 2" OL  | 0537/V6  | Vrijstaand huis                                      |
| Woningen                                             | 1691           |              | Hoofdstraat 14-16 | 52° 10' 49" NB, 4° 26' 3" OL  | 0537/V7  | Woningen                                             |
| Woonhuizen                                           |                |              | Hoofdstraat 54, 54a | 52° 10' 42" NB, 4° 26' 9" OL  | 0537/V10 | Woonhuizen                                           |
| Pastorie (nu: woonhuis)                              |                |              | Hoofdstraat 70 | 52° 10' 39" NB, 4° 26' 11" OL | 0537/V11 | Pastorie (nu: woonhuis)                              |
| (Militaire) begraafplaats                            |                |              | Castellumplein langs Broekweg | 52° 10' 48" NB, 4° 25' 59" OL | 0537/V12 | (Militaire) begraafplaats                            |
| Vrijstaande woning, mansardedak bedekt met dakpannen | 1903           |              | Hoofdstraat 40 | 52° 10' 45" NB, 4° 26' 8" OL  | 0537/V13 | Vrijstaande woning, mansardedak bedekt met dakpannen |
| Woningen                                             |                |              | Katwijkerweg 6+8 | 52° 11' 2" NB, 4° 25' 46" OL  | 0537/V14 | Woningen                                             |
| Vrijstaand huis                                      |                |              | Middenweg 8 | 52° 10' 45" NB, 4° 26' 2" OL  | 0537/V17 | Vrijstaand huis                                      |
| Vrijstaand huis                                      |                |              | Middenweg 28 | 52° 10' 43" NB, 4° 26' 6" OL  | 0537/V19 | Vrijstaand huis                                      |
| Woonhuis, voormalige boerderij                       |                |              | Middenweg 41 | 52° 10' 44" NB, 4° 26' 7" OL  | 0537/V20 | Woonhuis, voormalige boerderij                       |
| Boerderij                                            |                |              | Oude Broekweg 35a (achter/naast vliegkamp)                                                                                         | 52° 10' 30" NB, 4° 25' 40" OL | 0537/V21 | Boerderij                                            |
| Algemene begraafplaats                               |                |              | Ringweg 1, bij Kruisweg | 52° 10' 48" NB, 4° 25' 54" OL | 0537/V22 | Algemene begraafplaats                               |
| Grenspaal (lange handgemaakte hardstenen paal)       | begin 19e eeuw |              | Voorschoterweg | 52° 9' 41" NB, 4° 26' 50" OL  | 0537/V23 | Grenspaal (lange handgemaakte hardstenen paal)       |
| Boerderij                                            |                |              | Voorschoterweg 73 | 52° 9' 43" NB, 4° 26' 49" OL  | 0537/V24 | Boerderij                                            |
| Boerderij                                            |                |              | Zonneveldslaan 2+4 (naast, achter vliegkamp)                                                                                       | 52° 10' 5" NB, 4° 25' 54" OL  | 0537/V26 | Upload foto                                          |

## Vliegkamp Valkenburg
Het Vliegkamp Valkenburg kent 67 gemeentelijke monumenten, zie de lijst van gemeentelijke monumenten op en rond Vliegkamp Valkenburg

## Galerij

### Overige afbeeldingen

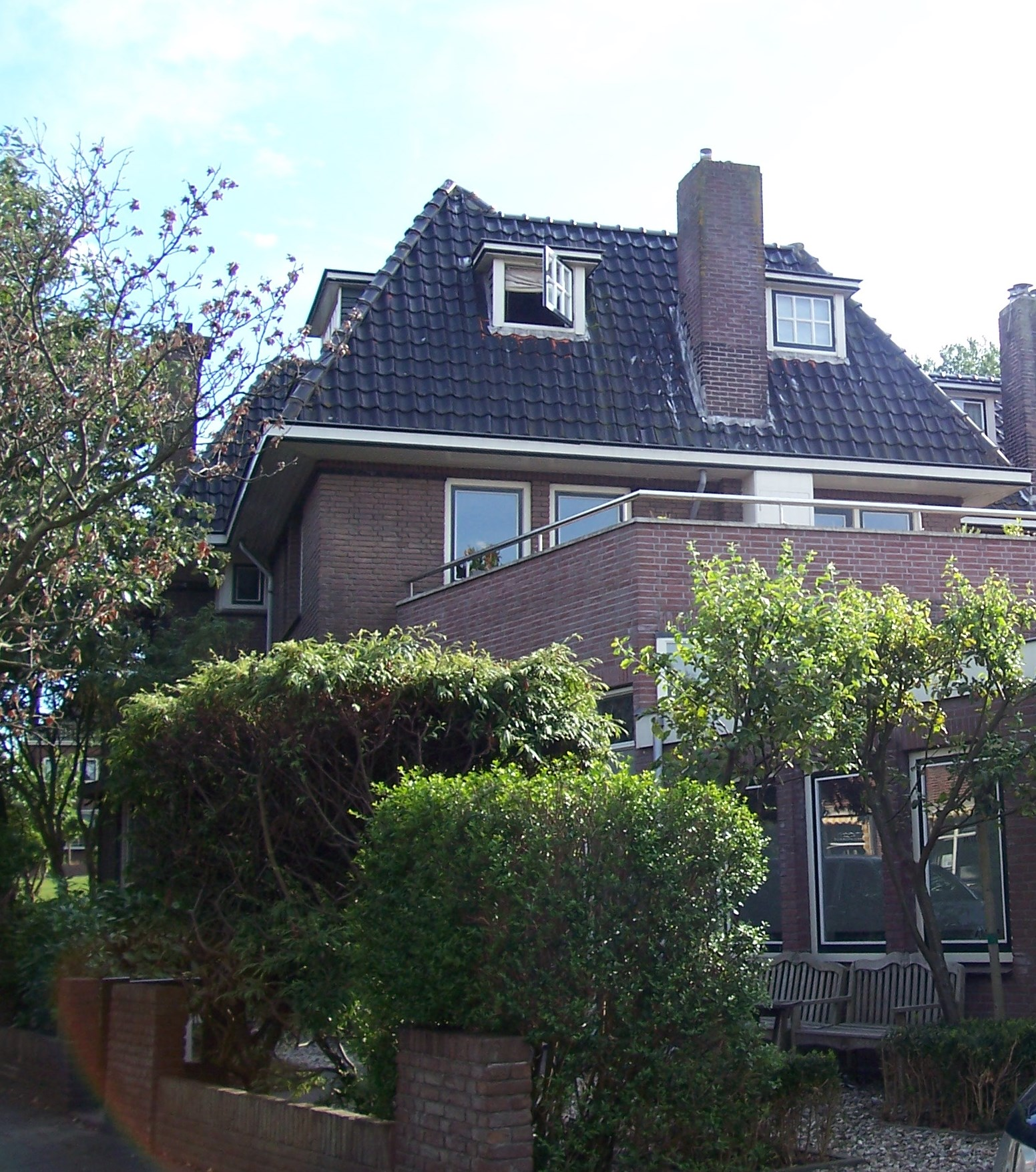
Wyborghstraat 2 (achterzijde/zijkant) monumentnummer 2
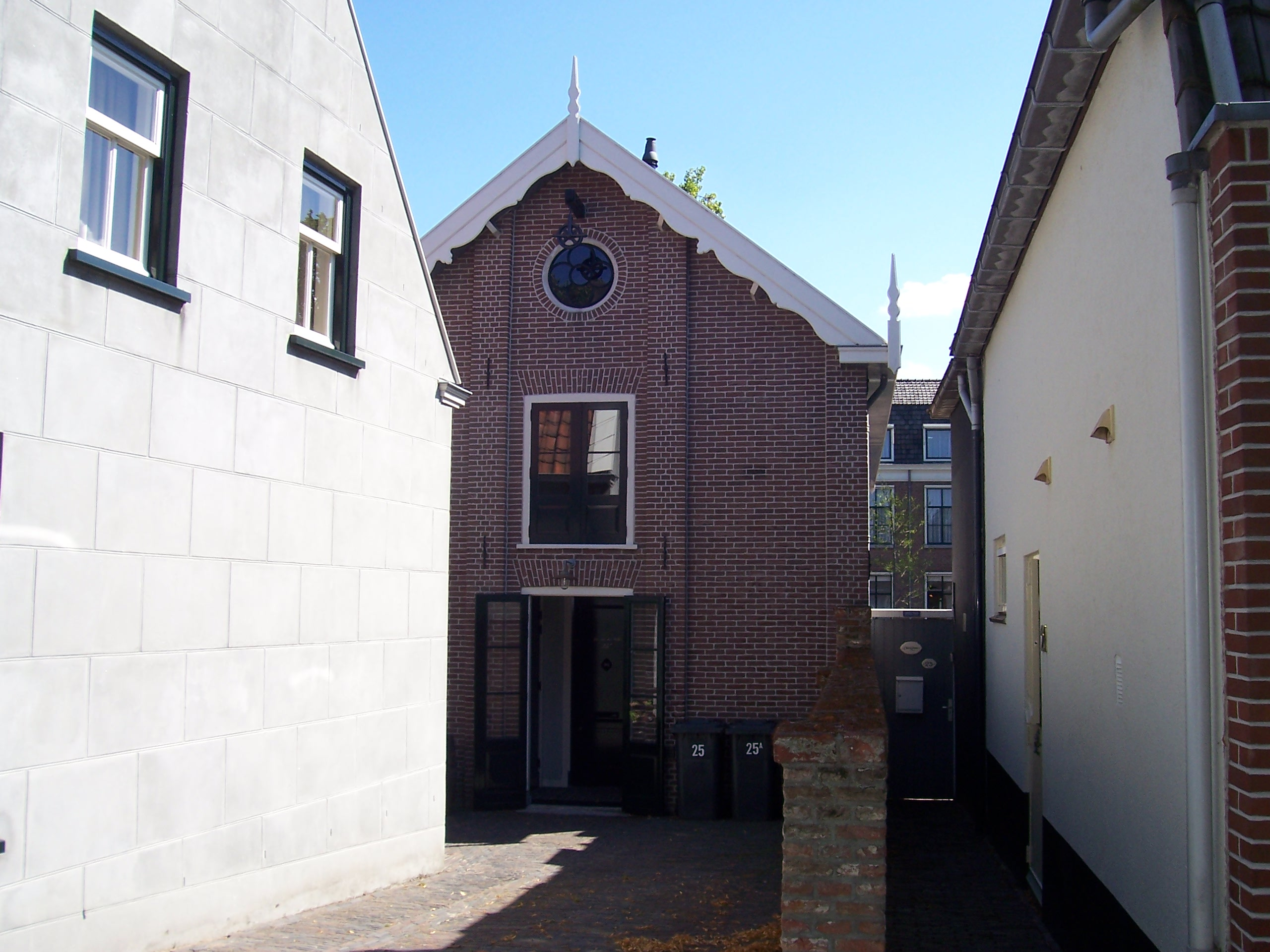
Rijnstraat 25a, behorende bij Rijnstraat 25, monumentnummer 26
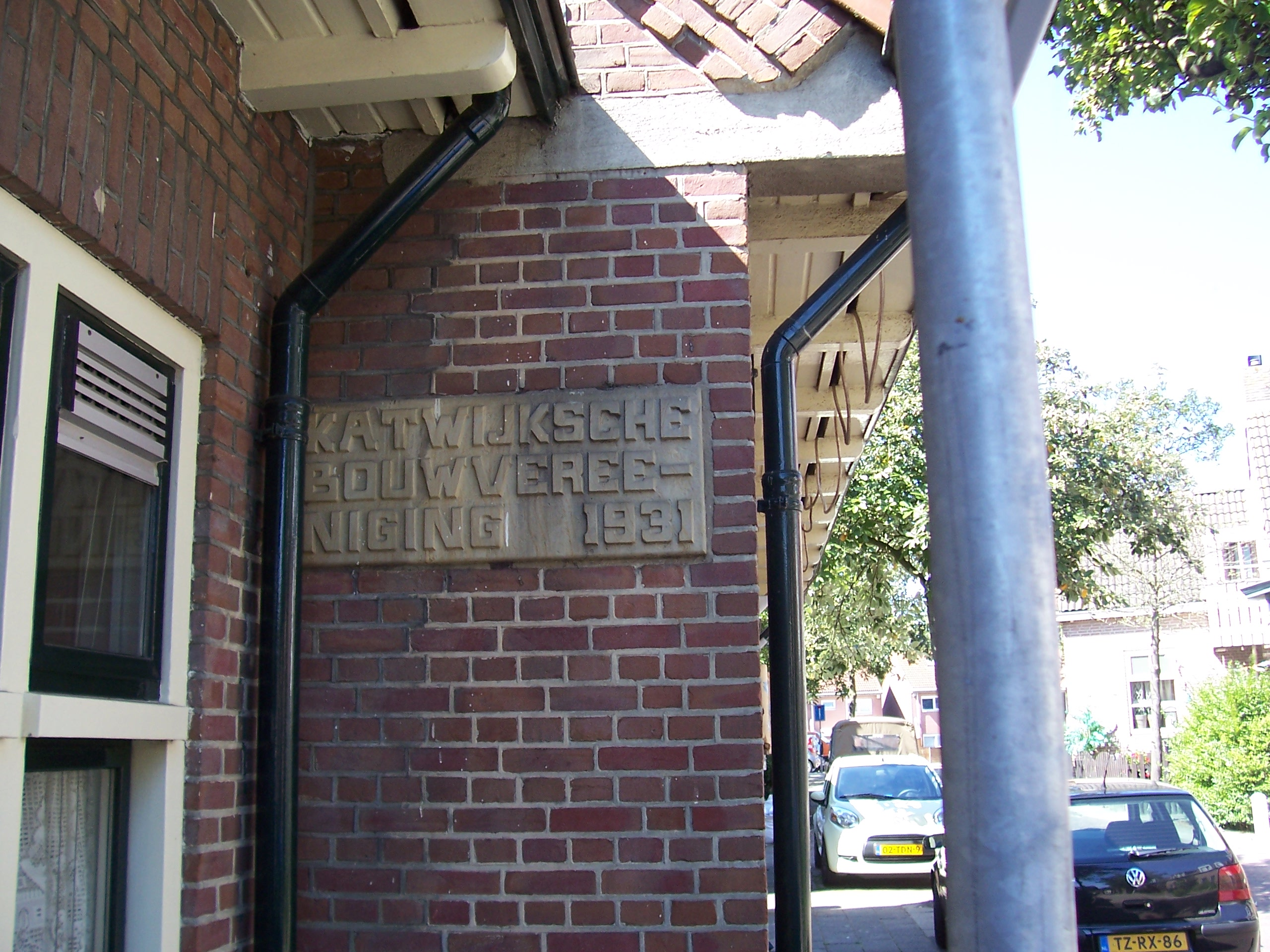
Gevelsteen, Nieuwstraat, bij monumentnummer 66
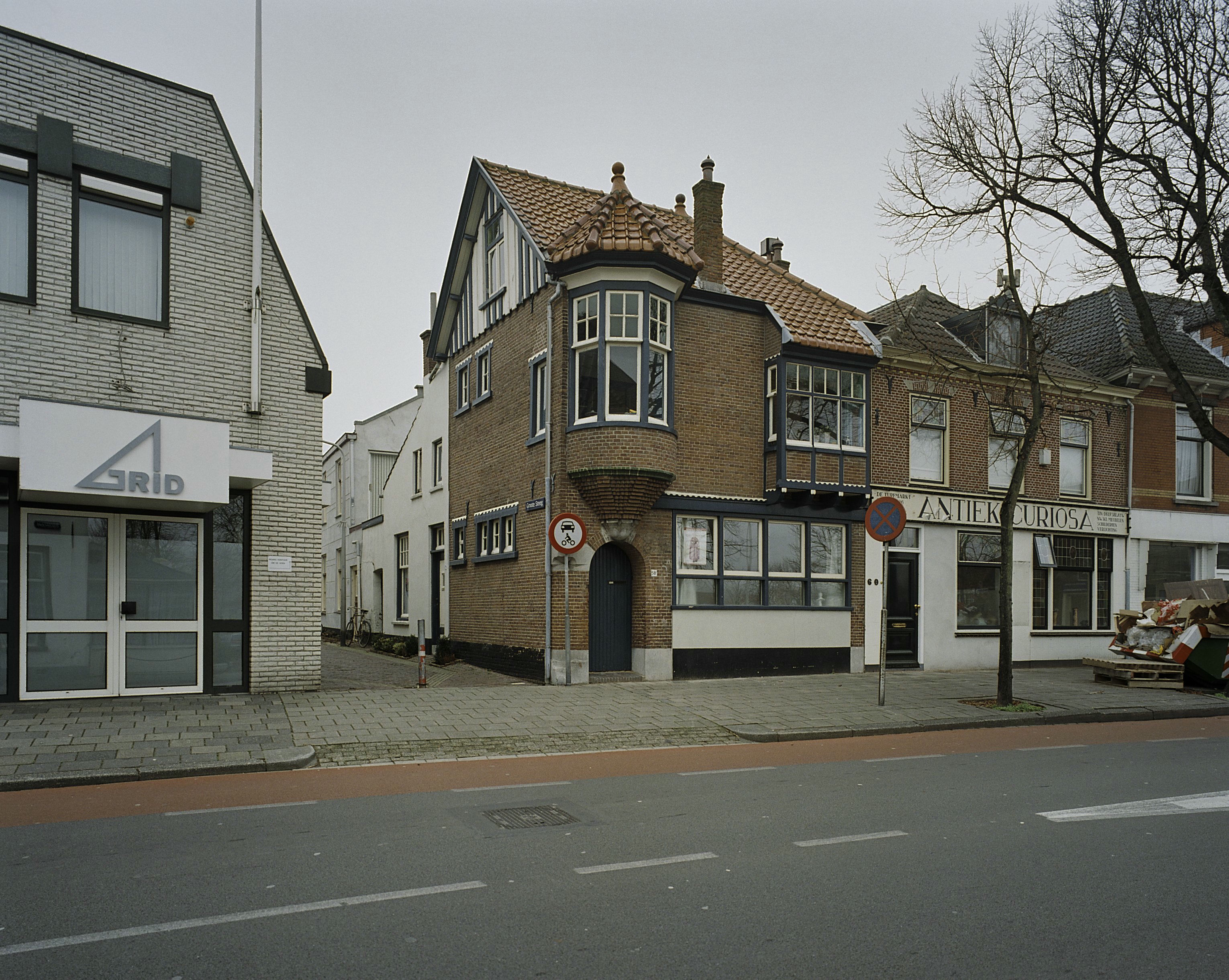
Hoekpand met halfronde verdiepingserker monumentnr 30  (2003)
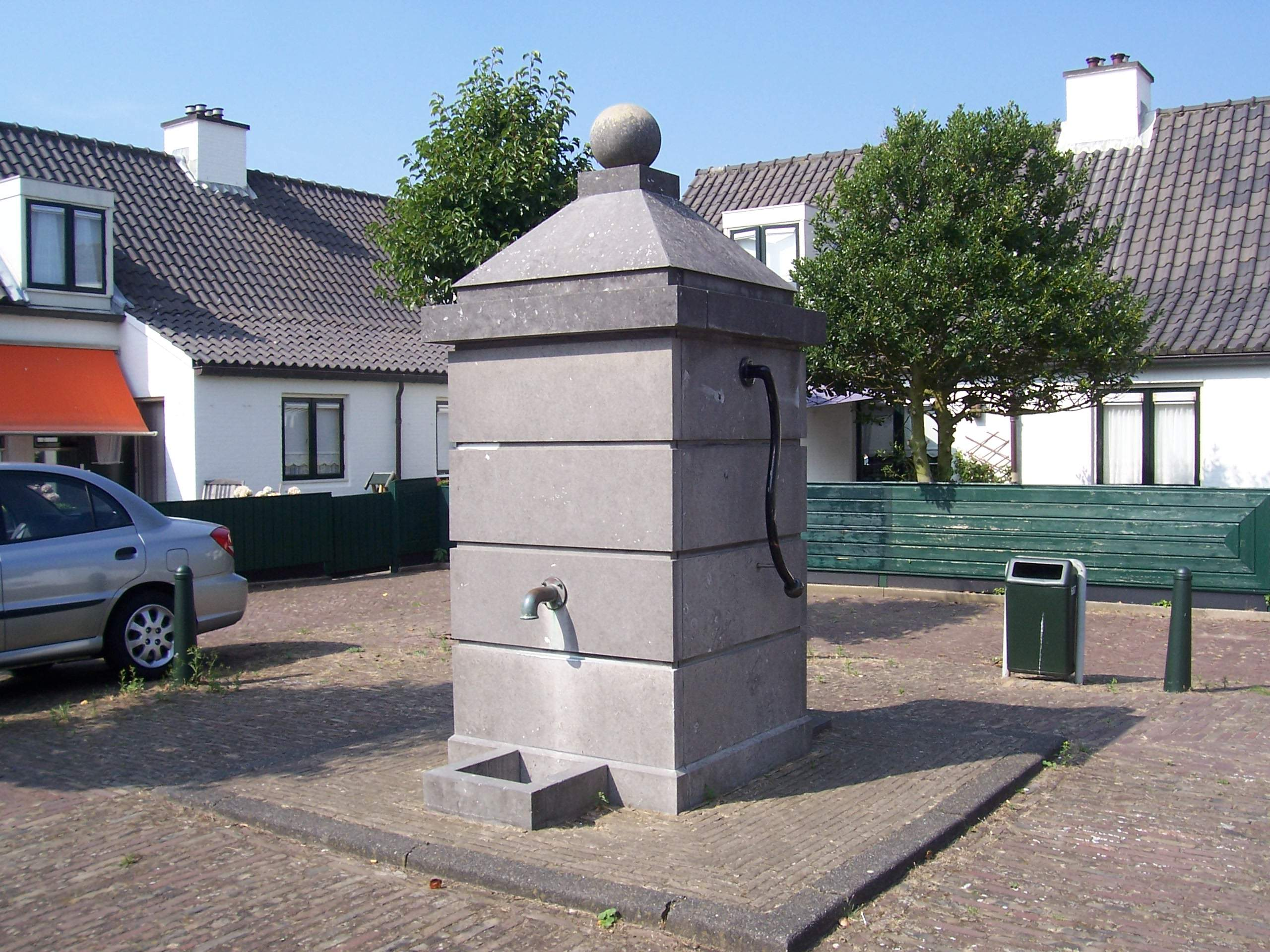
Oude pomp op Schippersdam (geen officieel monument), staat vlak bij gemeentelijk monument nr. 36
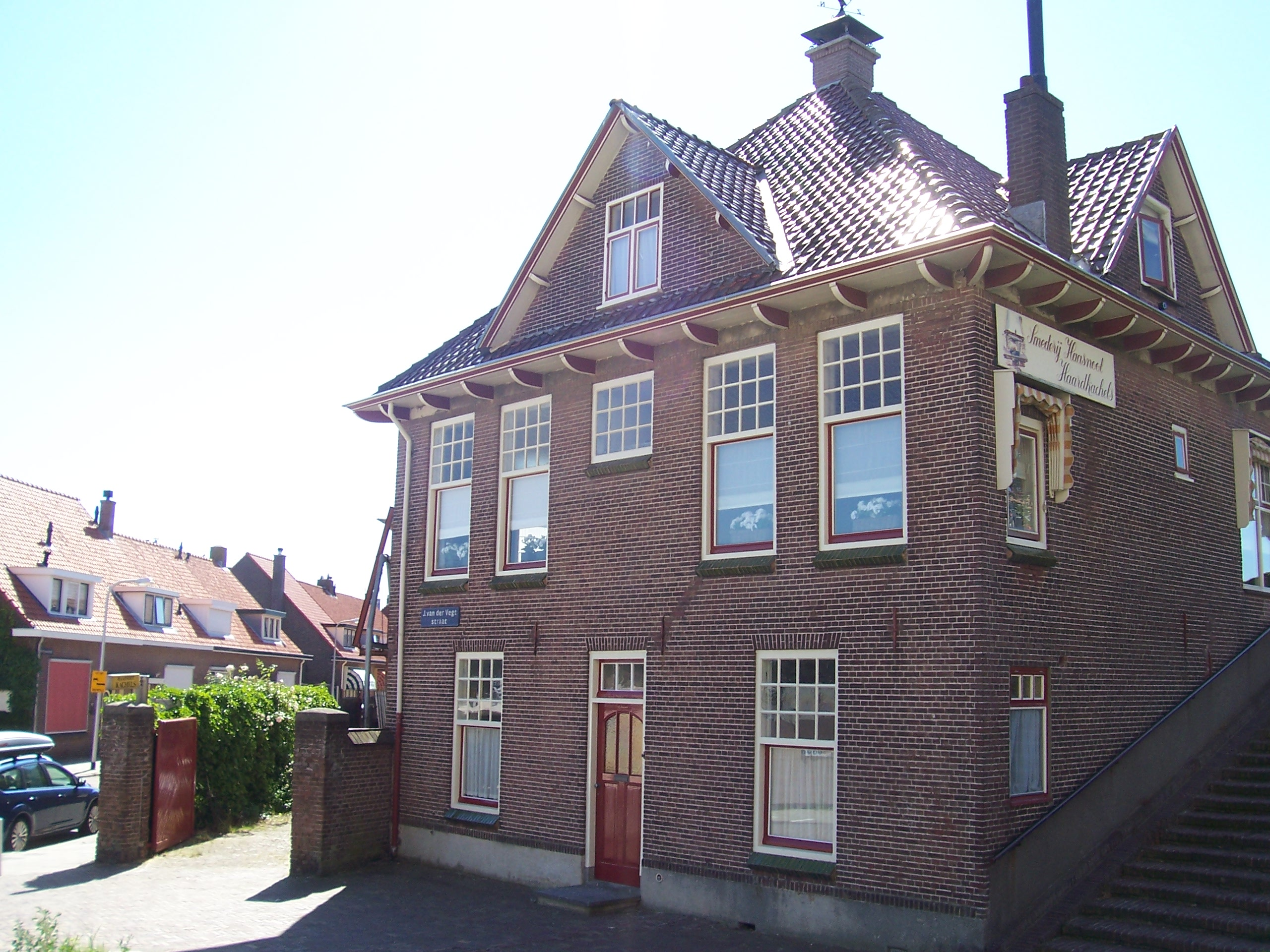
Pand J. v.d. Vegtstraat / Tramstraat met oude poort en trap naar Tramstraat (geen officieel monument)
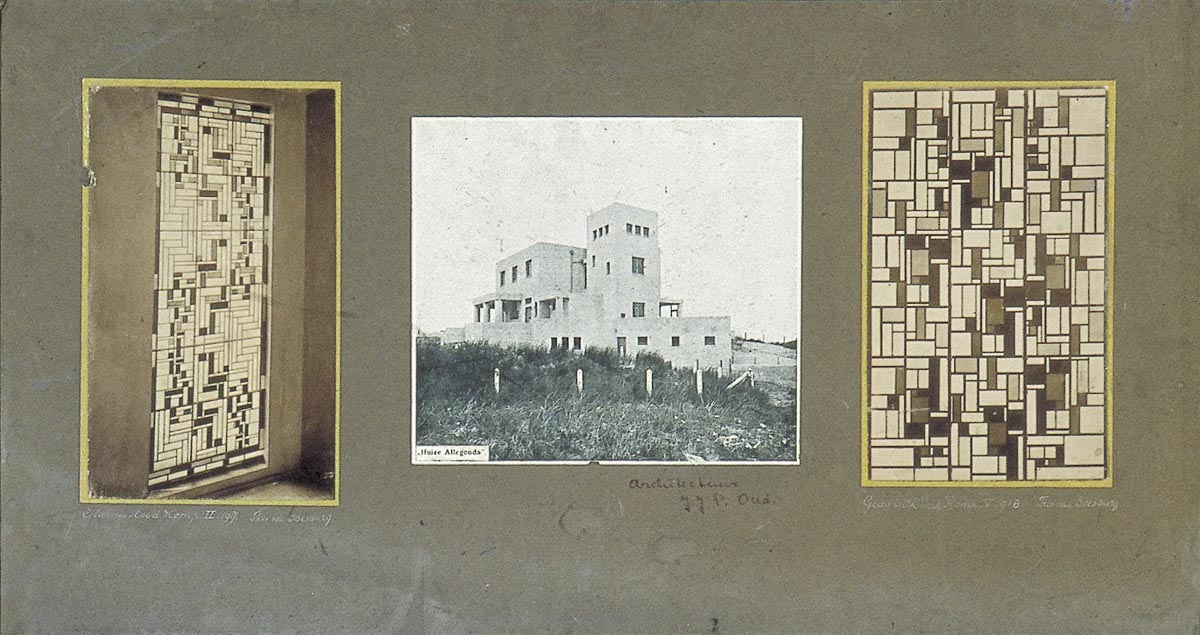
Theo van Doesburg, glas-in-lood, Villa Allegonda, later Hotel Savoy, gemeentelijk monument nr. 3
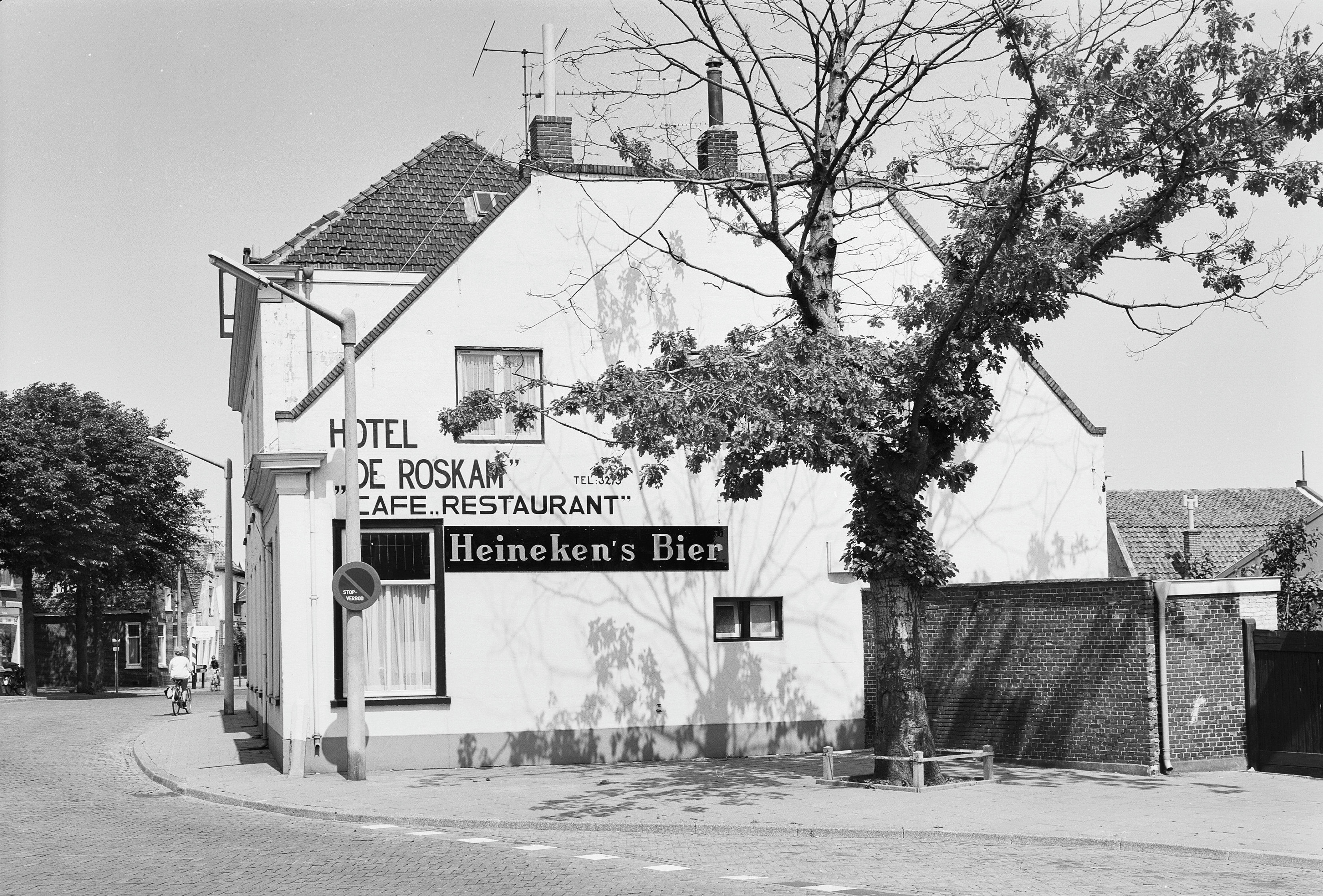
De Roskam, Katwijk aan den Rijn, 1967, achterzijde, gemeentelijke monument nr. 40 (foto: RCE)
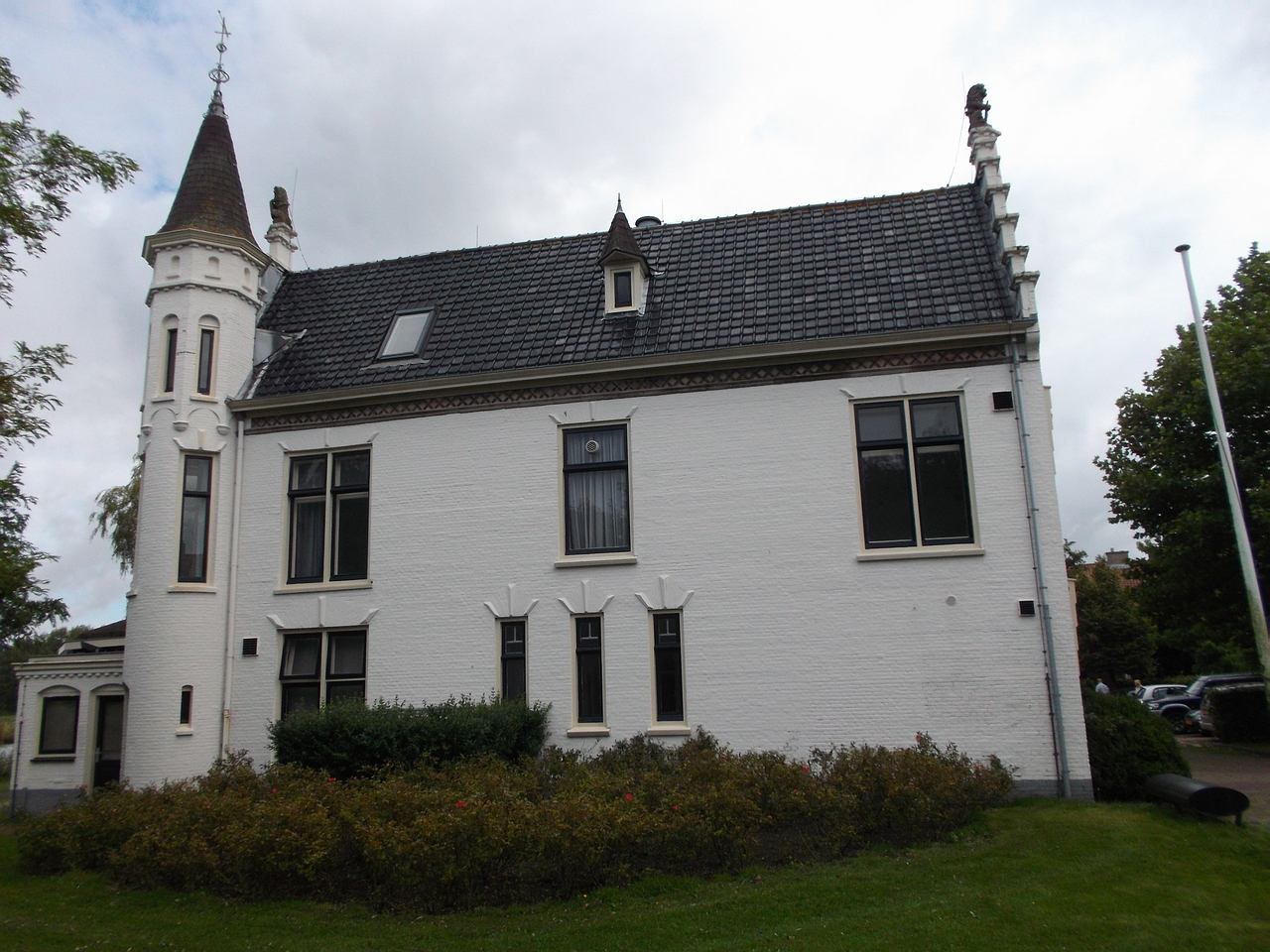
Voormalig gemeentehuis Valkenburg, monumentnummer V4
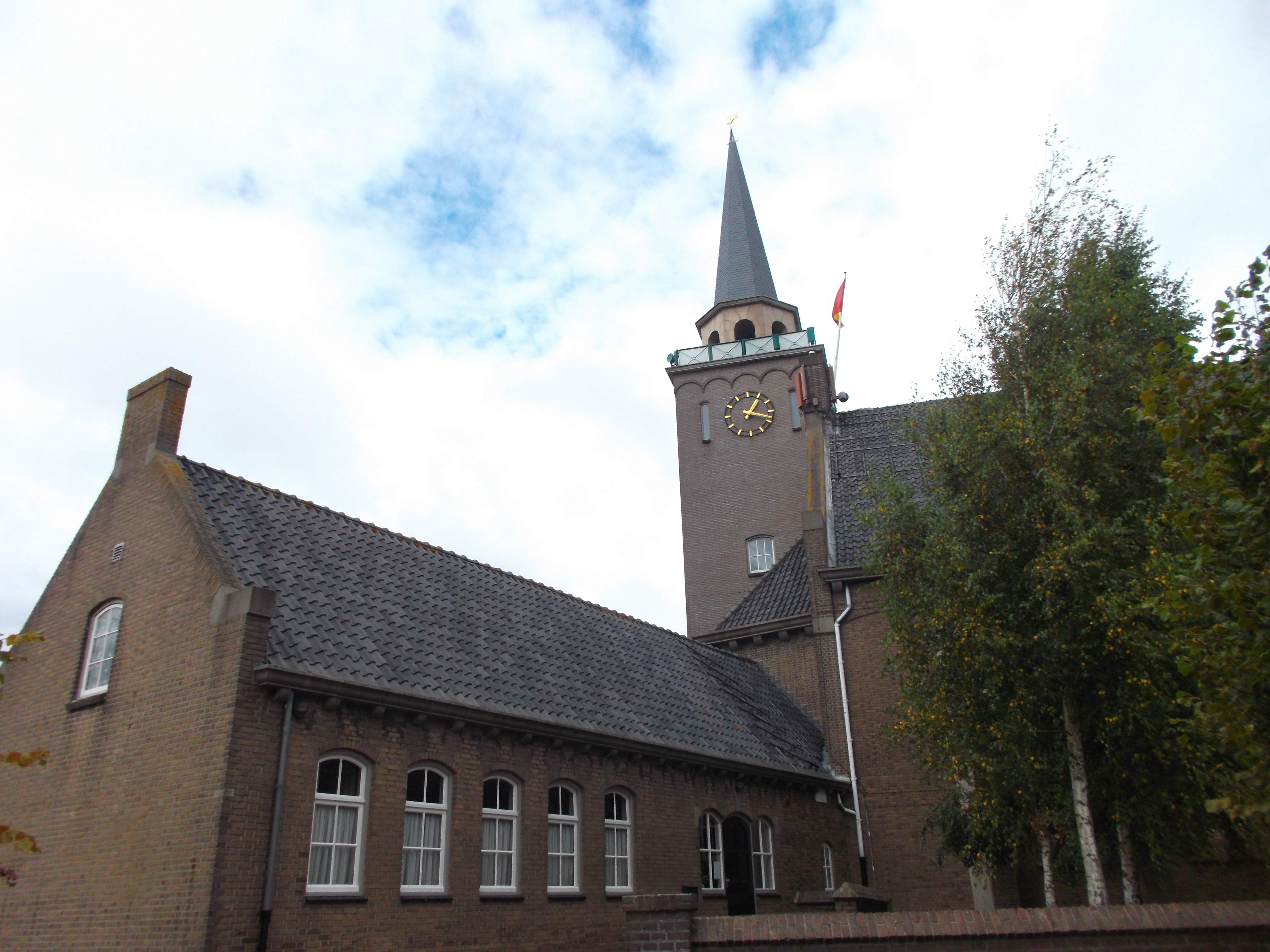
Nederlandse Hervormde Kerk, Valkenburg, monumentnummer V2
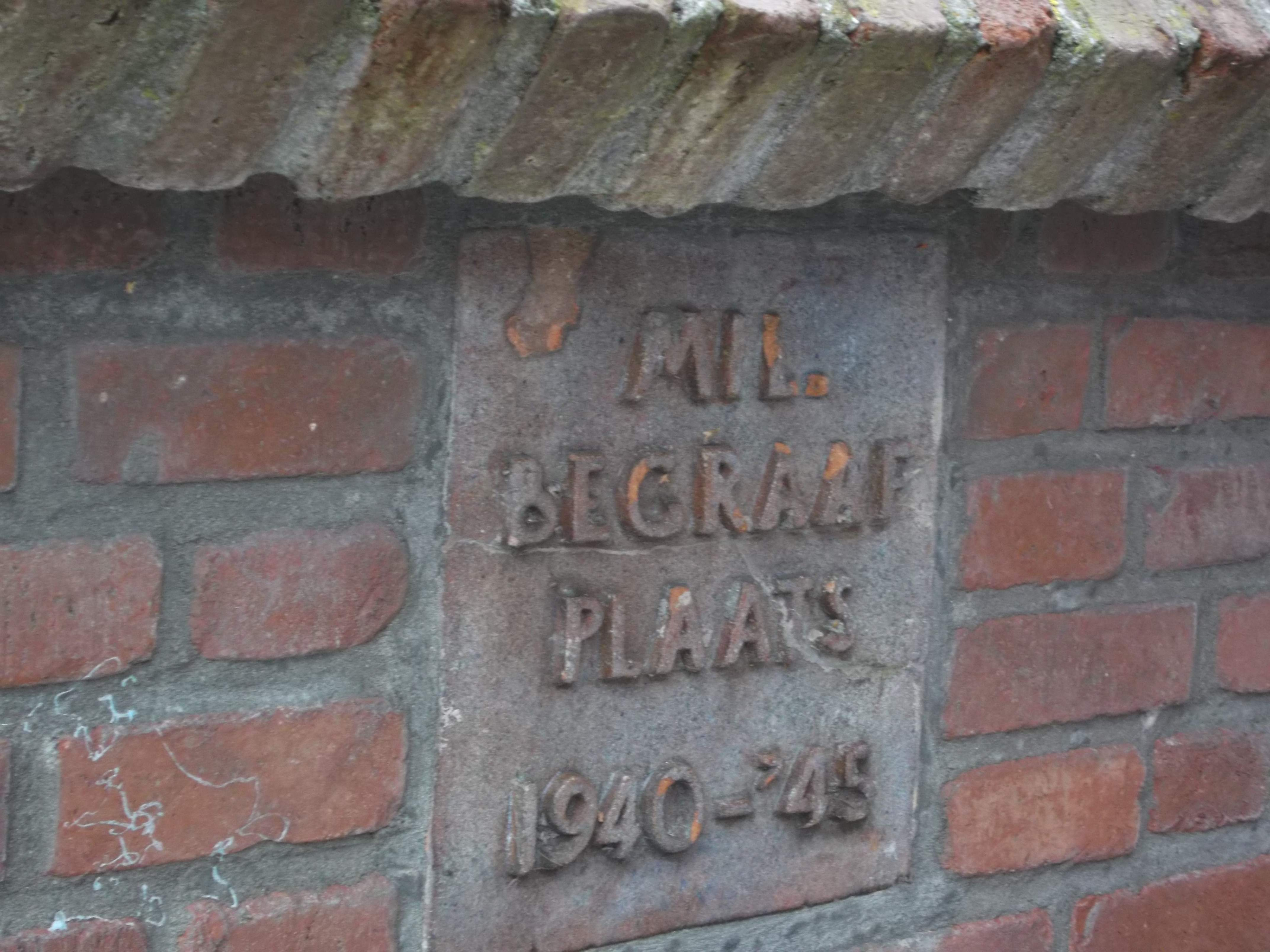
Hardsteen, ingemetseld bij militaire begraafplaats, monumentnummer V12
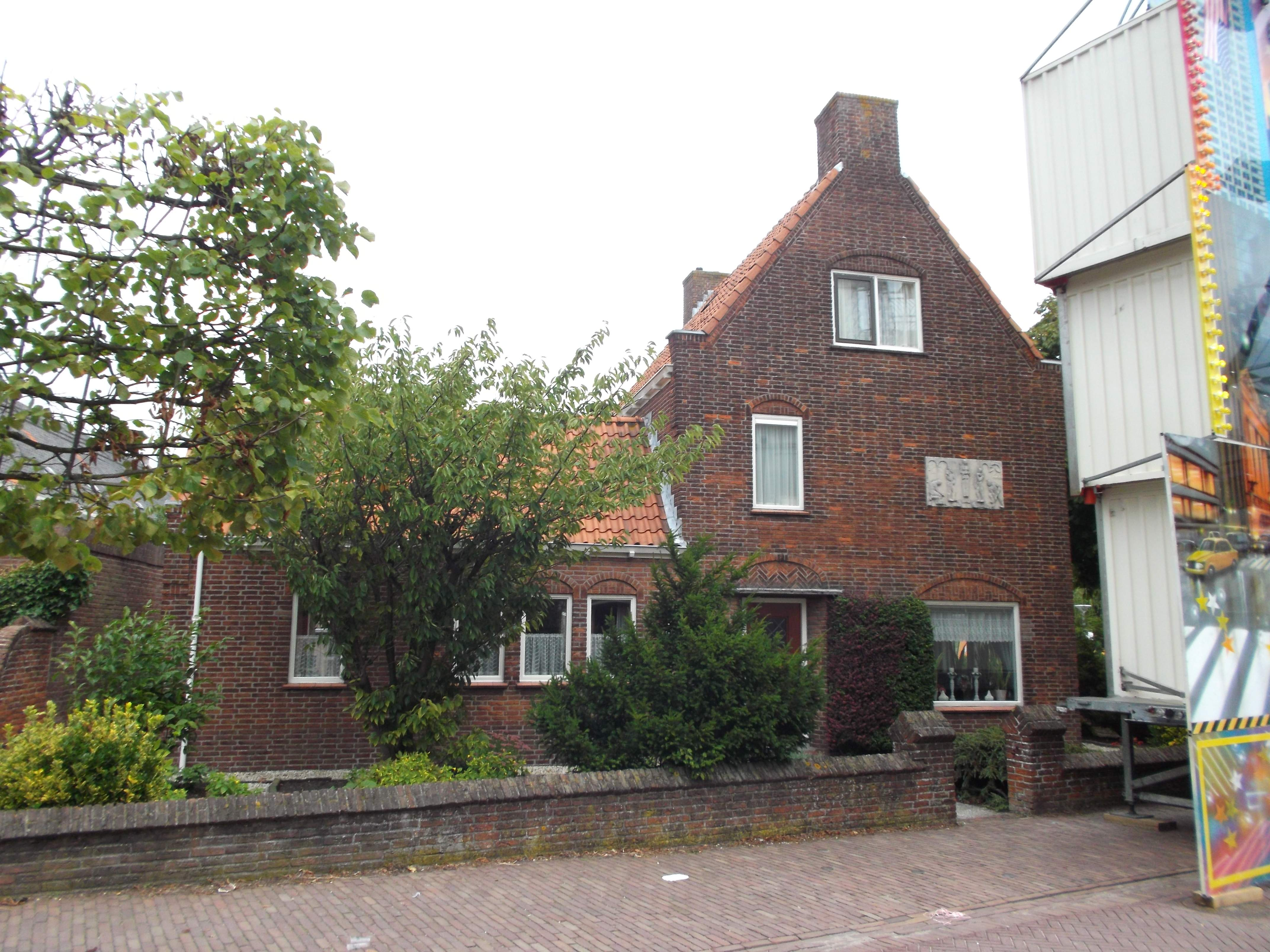
Hoofdstraat 11, Valkenburg (Katwijk), monumentnummer V6
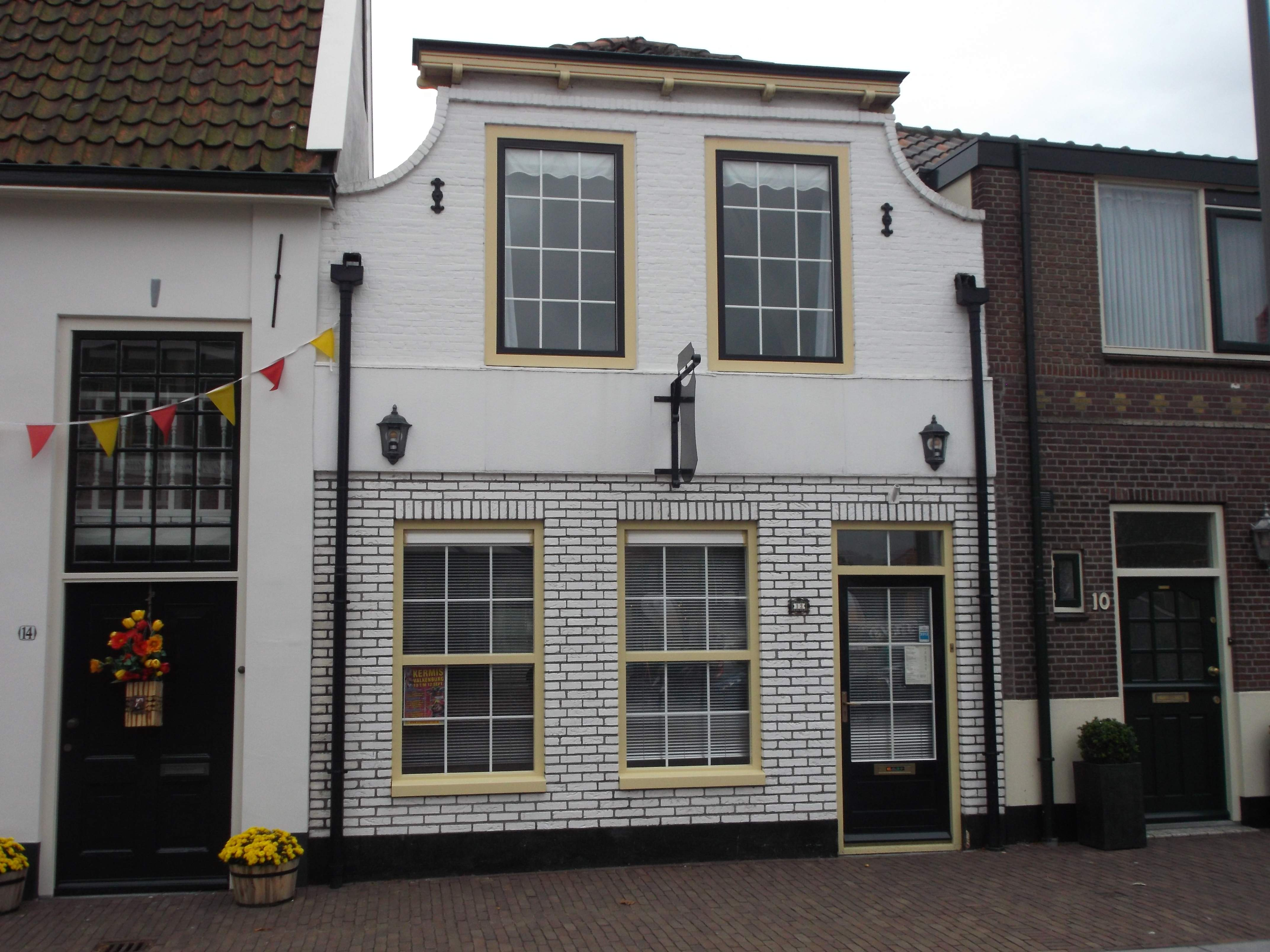
Hoofdstraat 12, oud huisje, naast monument Hoofdstraat 14-16
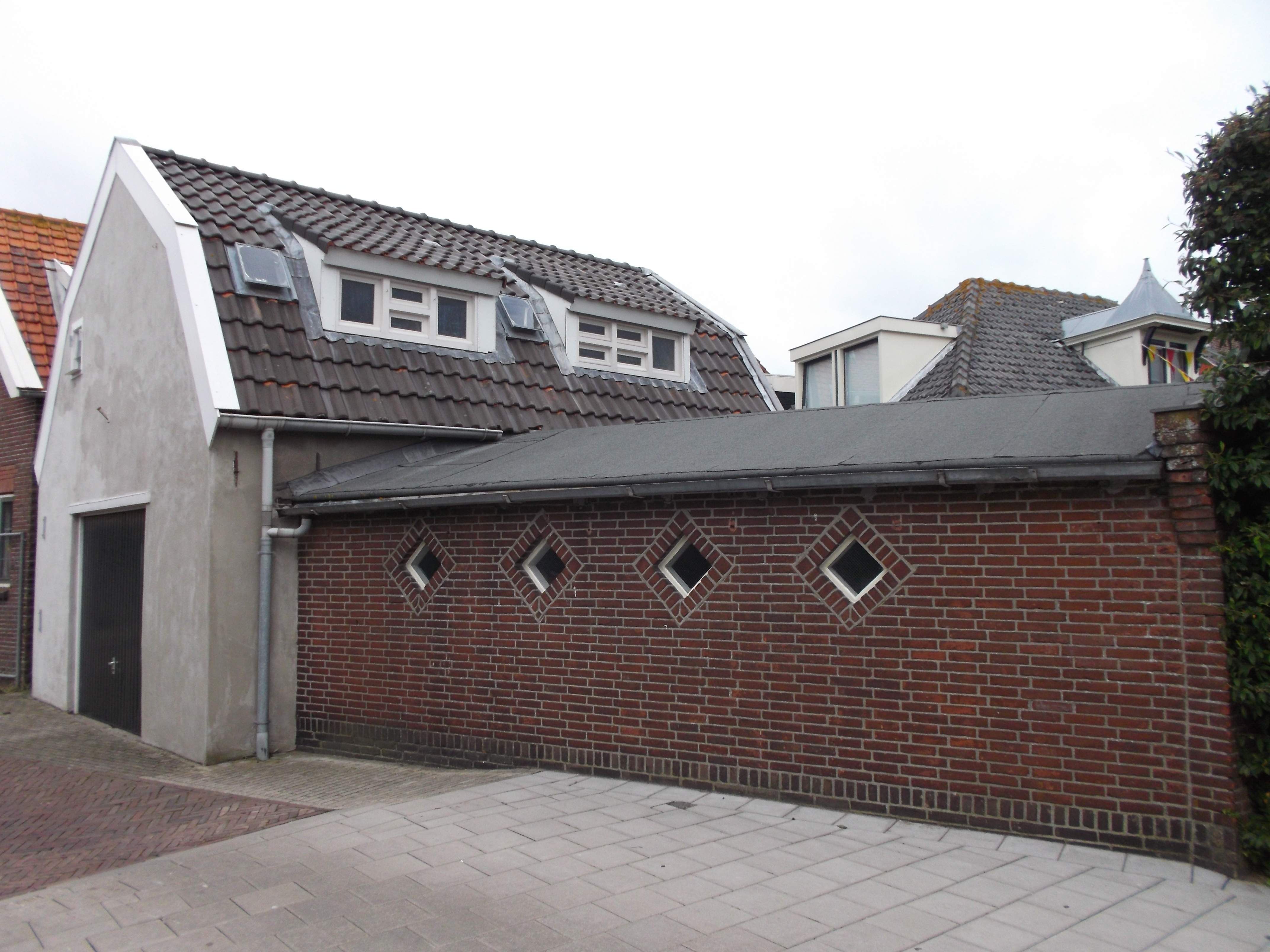
Hoofdstraat 54a, deel van monument V10 (fotoloc. 52.178406,4.435461)
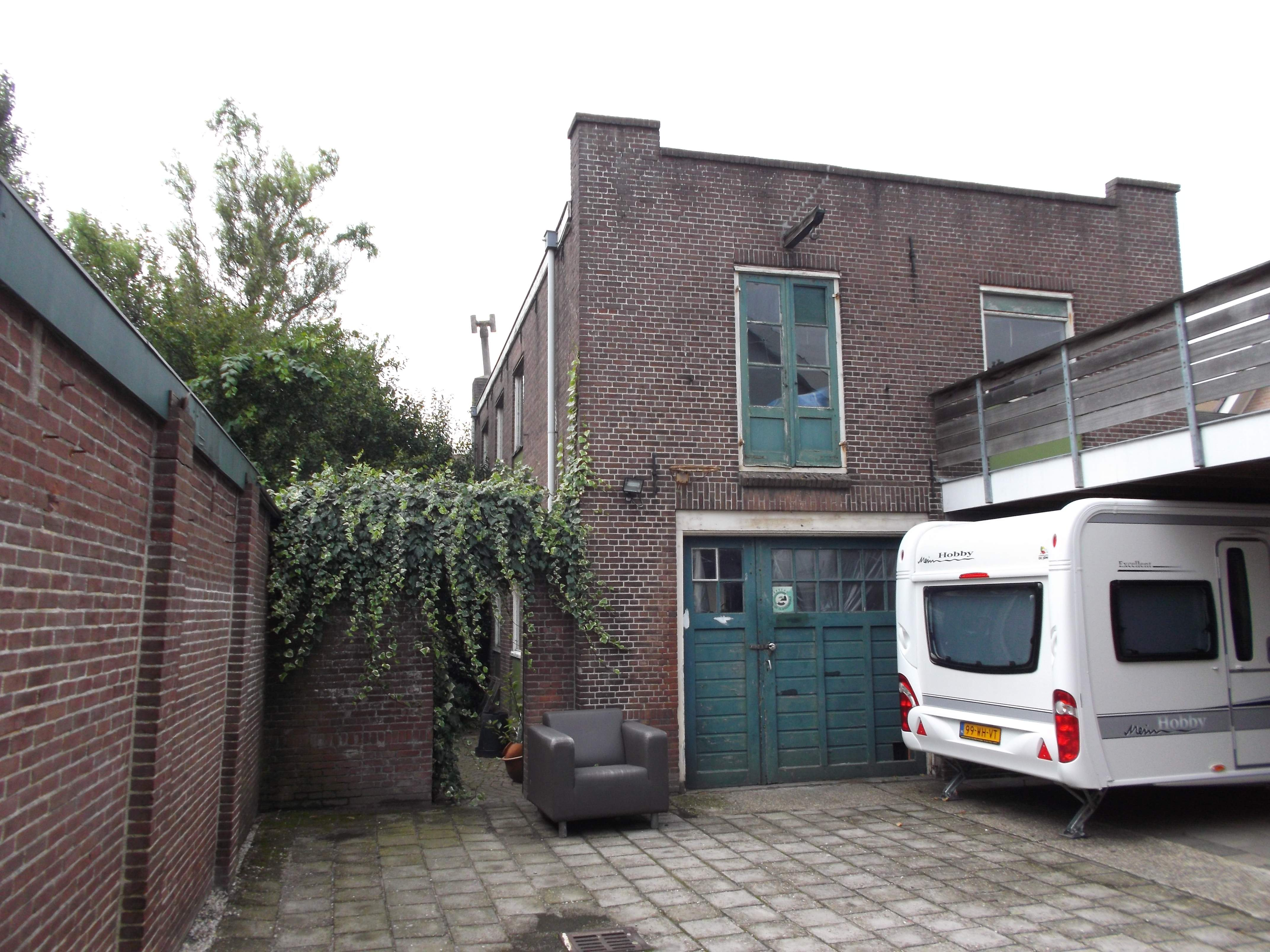
Bollenschuur bij Valkenburgseweg 31, monumentnr. KR115
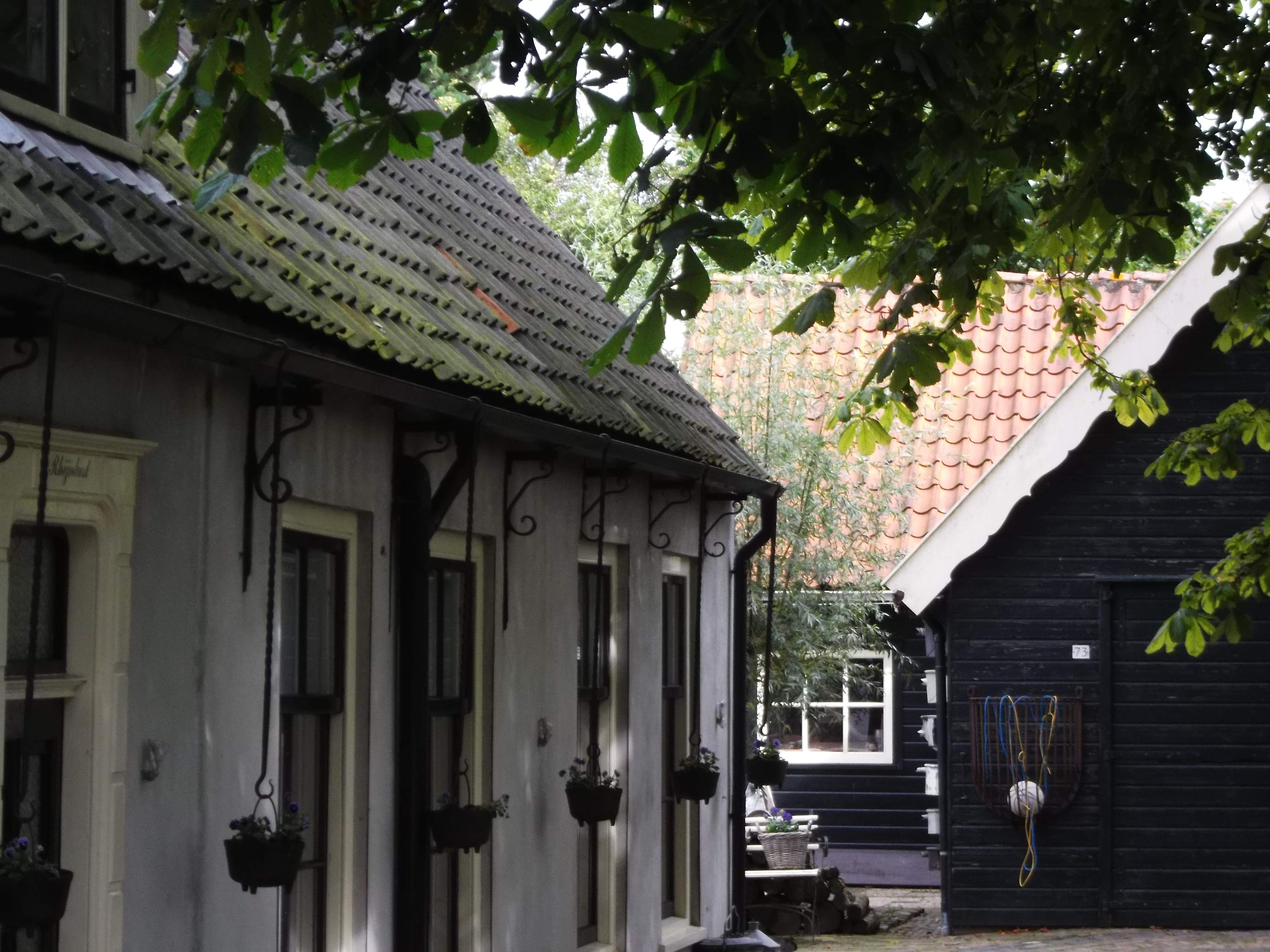
Voorschoterweg 73, ingezoomd op terrein. V24
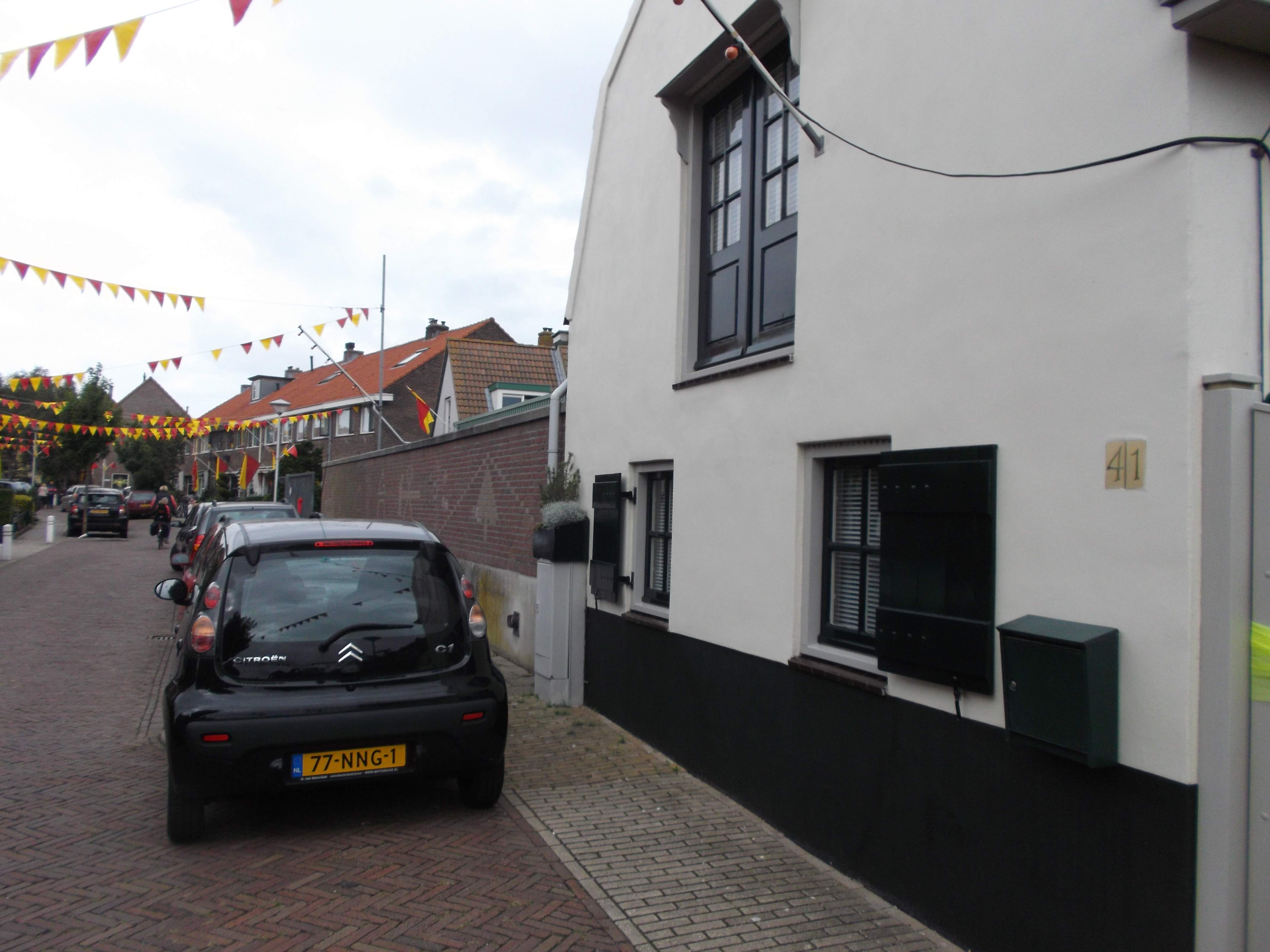
Middenweg 41 + muur met reliëf. V20
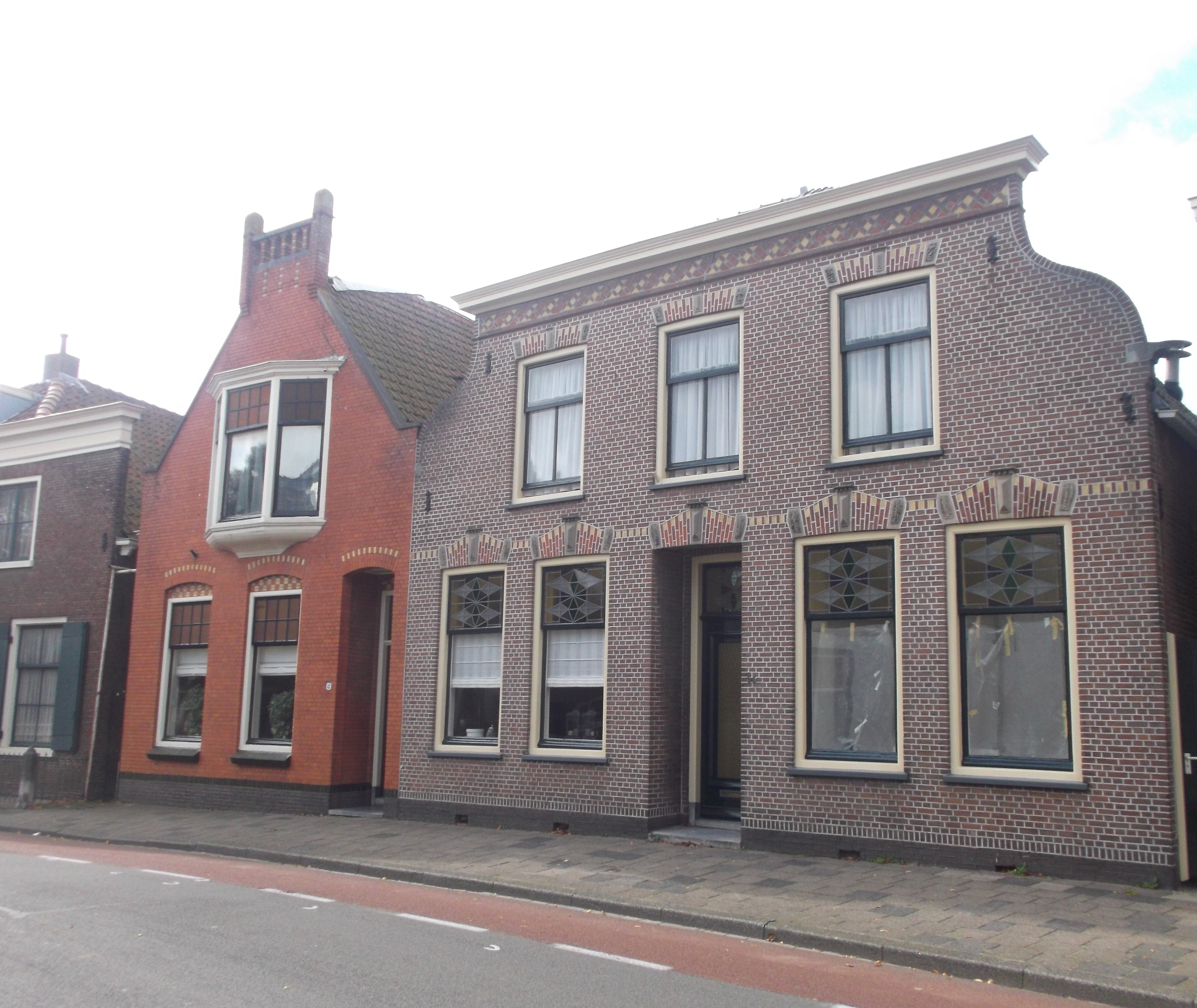
Rijnstraat 52+54, 2 gemeentelijk monumenten naast elkaar. 107+108
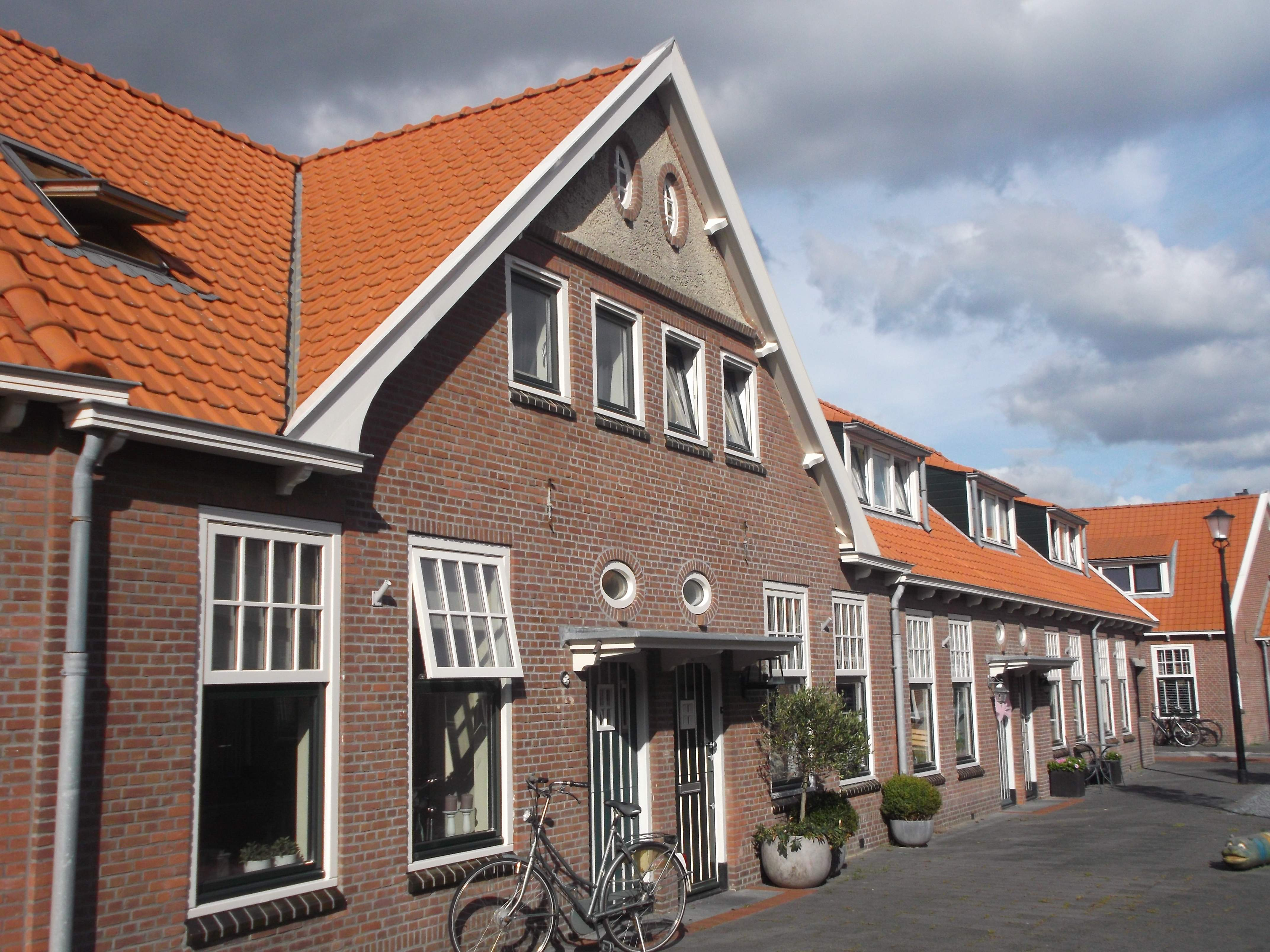
Kaninefatenstraat, Rooie Buurt, evenzijde, soort 2 onder 1 kap huis in het midden van de straat, echter niet vrijstaand, wel afwijkend van de overige huizen in de straat. KZ68
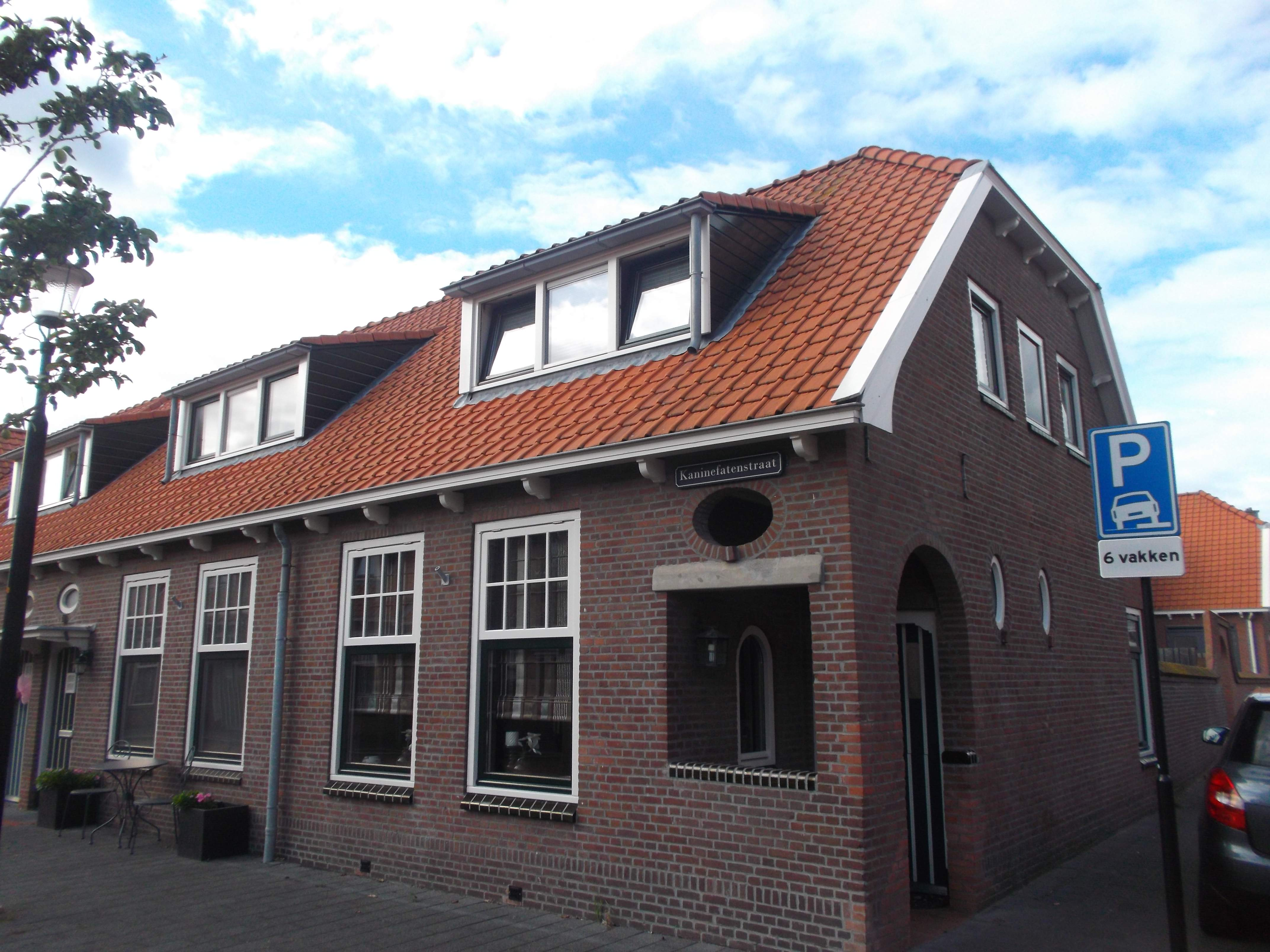
Kaninefatenstraat 18+16, gemeentelijke monumenten (KZ68).
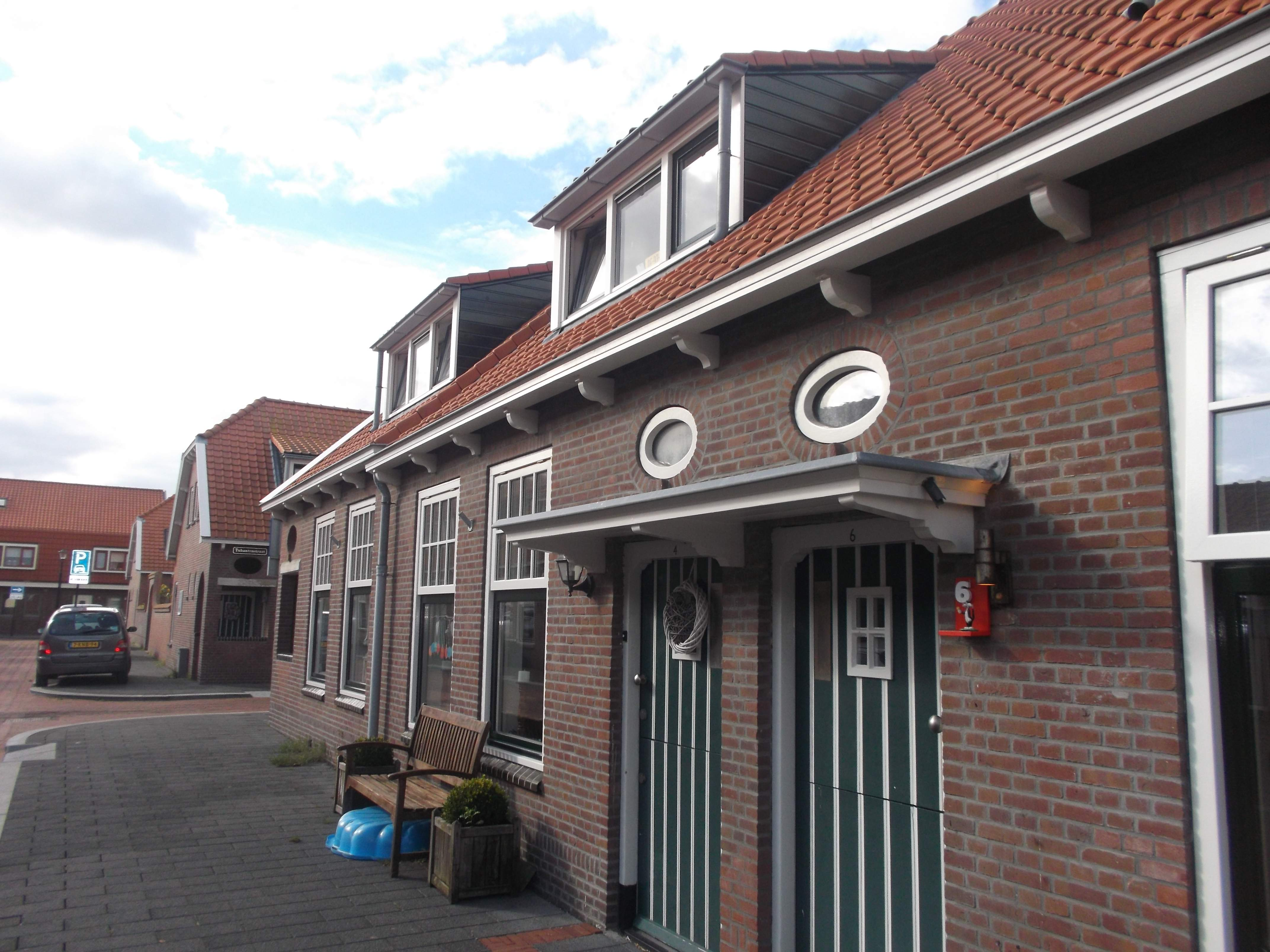
Kaninefatenstraat 6-2 (KZ68)